# Renault Supercinq
El Renault Supercinq (a Espanya comercialitzat com a Renault Supercinco i a Itàlia Renault Supercinque) és un automòbil de turisme del segment B produït pel fabricant francès Renault entre els anys 1984 i 1996. El seu disseny està inspirat en el perfil del Renault 5 —encara que és una mica més llarg i baix—, ja que va ser concebut per substituir-ho en la gamma de la marca gal·la. Per aquesta raó, també és conegut com a Renault 5; de fet, aquest és el nom que sempre va aparèixer en la part posterior del model. El vehicle té una longitud de 3.590 mm, una amplària de 1.590 mm, una altura de 1.390 mm i una batalla de 2.407 mm. El pes, segons la versió, oscil·la entre 760 i 860 quilograms.
Durant dotze anys, Renault va produir més de dos milions d'unitats en les plantes de Billancourt, Dieppe i Flins-sud-Seine (França); Brussel·les i Vilvoorde (Bèlgica); Palència (Espanya); Setúbal (Portugal); Mariara (Veneçuela) i, a partir de 1989, Novo Mesto (Eslovènia). Es muntaven uns 500.000 vehicles anuals, xifra que va decréixer gradualment des de 1990, de manera que quan va finalitzar la producció el 1996, s'havien fabricat un total de 3.436.650 unitats. En el que a vendes es refereix, 1988 va ser el millor any, amb 518.910 vehicles venuts en total a Europa. Va haver-hi vint-i-dues versions, així com més de trenta-cinc edicions limitades. Va tenir per rivals comercials a models com el Citroën AX, el Ford Fiesta, l'Opel Corsa, el Peugeot 205, el Seat Ibiza i el Volkswagen Polo, entre d'altres.
El desenvolupament del Renault Supercinq va començar el 1978 i va rebre el nom de Projecte 140. El pla es va perllongar durant més de sis anys, atès que les propostes presentades mancaven del consens necessari per dur-se a terme. Aquesta situació es va mantenir sense canvis fins que el dissenyador Marcello Gandini —a qui li correspon l'autoria de molts automòbils esportius italians dels anys 1960 i 1970— va entrar a formar part del projecte. La seva proposta era simple: adaptar el R5 a les noves necessitats del mercat automobilístic. Per a això va aplicar la tècnica que usaven les marques de luxe des de feia dècades: crear un vehicle l'aspecte del qual recordés al seu predecessor, el qual ja tenia el favor del públic.
El Supercinq es basa en el bastidor dels Renault 9/11, per la qual cosa compta amb una amplitud interior major que la del seu predecessor. És de tracció davantera i el seu motor de gasolina està en disposició davantera transversal; la gamma comprèn des dels 1,1 litres de cilindrada, dues vàlvules per cilindre i 48 CV de potència màxima de la versió C fins als 1,4 litres de cilindrada, dues vàlvules per cilindre i 120 CV de potència màxima de les versions GT Turbo. La velocitat màxima del Supercinq la registra el model GT Turbo2, amb 204 km/h i acceleració de 0 a 100 km/h en 8 segons.
Entre 1986 i 1991 la versió GT del Supercinq va participar en el Campionat Mundial de Ral·li, fins que va ser substituït pel Renault Clio Williams. Entre els pilots que van competir amb el vehicle destaquen Gustavo Trelles, Jean Ragnotti i Alain Oreille; aquest últim es va proclamar bicampió del Campionat Mundial de Ral·li d'Automòbils de Producció (1989 i 1990) als comandaments d'un Supercinq GT Turbo, a més d'obtenir la victòria en el Ral·li de Costa d'Ivori de 1989. També ha competit en certàmens continentals, nacionals i regionals.
Amb el pas dels anys, per a alguns s'ha convertit en una icona de la dècada de 1980. Nombroses associacions s'han adonat compte d'això i són molts els que encara l'any 2025 es desplacen diàriament en un d'aquests utilitaris francesos. No obstant això, diversos factors, com el temps que va transcórrer entre el seu llançament i l'arribada del Clio, la varietat en el sector de l'època així com la semblança del seu disseny al R5, van provocar que no arribés a ser un vehicle tan recordat com el seu antecessor. Així i tot està present en múltiples col·leccions d'automòbils en miniatura i ha aparegut en cançons, en el cinema, en la televisió i en alguns videojocs.

## Disseny i desenvolupament

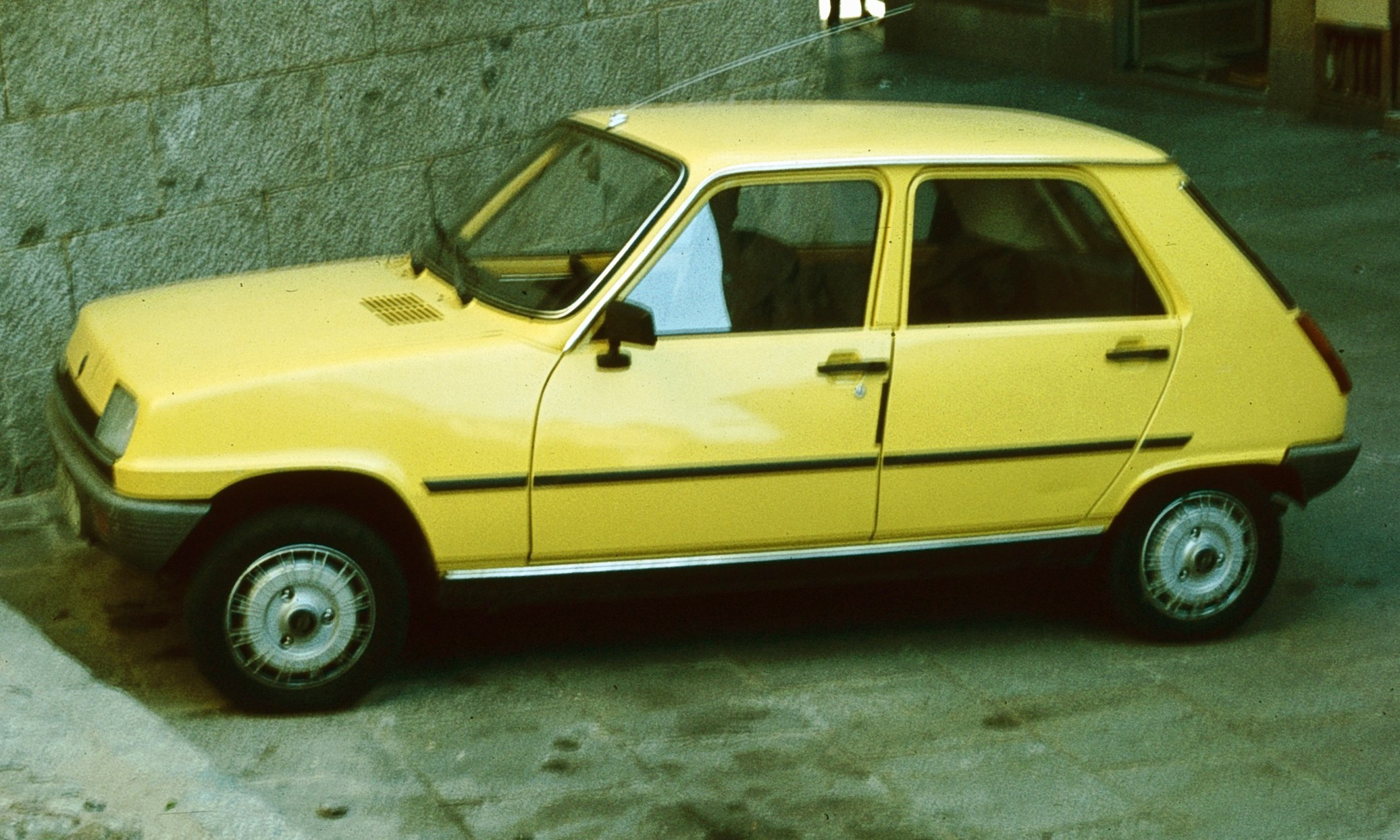
El Projecte 140 buscava un successor pel Renault 5.

El disseny del Supercinq va començar el 1978 amb la intenció de crear un vehicle que substituís al Renault 5. En aquest moment era l'automòbil més venut de França i gaudia de gran popularitat. El procés de disseny i desenvolupament del nou vehicle va rebre el nom de Projecte 140. Va ser un procés lent, ja que va durar més de sis anys. La forma de la carrosseria es va dissenyar a partir dels Renault 9/11, tot i que es van preservar les línies mestres del R5 perquè el públic el relacionés amb el seu predecessor. Per això mateix es van conservar els protectors plàstics dels baixos, característics del Renault 5, encara que es van efectuar algunes modificacions per evitar que danyessin la pintura.
Al principi, l'equip de disseny va utilitzar diversos prototips dels segments menors de Renault com a base per a la creació del projecte. Van presentar desenes de dissenys, però cap va aconseguir obtenir un bon resultat en ser testat. Entre aquests pot esmentar-se el cas del Renault Gabbiano; es tractava d'un prototip inspirat en els dissenys automobilístics italians, d'aquí el nom. Va ser presentat en el Saló de l'automòbil de Ginebra de 1983, mateix any en què Peugeot —el principal competidor de Renault al mercat francès— va donar a conèixer el seu 205. El Gabbiano tenia línies futuristes i recordava al Renault Fuego així com al DMC DeLorean. Finalment, va quedar en un simple prototip, però alguns dels seus elements serien incorporats a posteriori en el Supercinq.
Transcorreguts ja diversos anys del procés de disseny, el projecte havia arribat a ser el més costós de la història de la companyia francesa i cap proposta era acceptable pels emprovadors. No obstant això, la situació va canviar radicalment quan Bernard Hanon, cap del Projecte 140, va incorporar a Marcello Gandini a l'equip de disseny. Gandini era un dels dissenyadors més cotitzats del moment; comptava amb una gran trajectòria en el camp de l'automoció com a autor de la majoria de models de Lamborghini, Maserati i Bugatti de les dècades de 1960 i 1970 així com dels primers BMW Sèrie 5 o del Citroën BX. L'italià va presentar una proposta simple, la qual consistia a adaptar el model original a les noves necessitats del mercat automobilístic. Per a això va utilitzar la tècnica que usaven des de feia anys les marques de luxe, com Mercedes-Benz o Jaguar, i que Volkswagen va incorporar en la segona generació del Golf: crear un vehicle l'aspecte del qual recordés al seu predecessor, el qual ja tenia el favor del públic. El nou disseny presentava un model més ample, més baix i més llarg que el R5. La grandària de les finestres augmentava lleugerament i el morro estava més a baix, mentre que la part posterior presentava poques diferències respecte al model anterior. Totes aquestes millores suposaven un augment de l'aerodinàmica així com de l'espai interior.

## Vida comercial

### Llançament

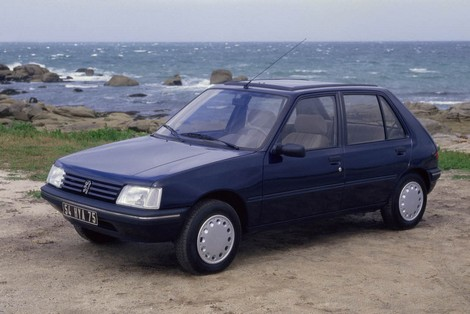
El Peugeot 205 va ser el principal competidor del Supercinq, especialment al mercat francès.

Després de l'èxit del projecte de Gandini, el setembre de 1984 el Supercinq ja estava llest per substituir al seu predecessor en els concessionaris. La primera presentació oficial va tenir lloc el dia 14 d'aquest mateix mes en el Palau de l'Elisi. Va comptar amb la presència del llavors president francès, François Mitterrand (1981-1995), que a més ho va provar. Deu dies més tard es va efectuar una segona mostra per a la premsa i a l'octubre va ser exposat al públic en el Saló de l'Automòbil de París. Al costat del vehicle hi havia una gran maqueta inflable del mateix com a reclam publicitari.
Les campanyes publicitàries van influir en els resultats comercials del Supercinq. El mateix nom "Supercinq" ja és un reclam, en al·lusió al fet que es tracta d'un Renault 5 millorat. En aquest sentit, el terme «Supercinq» era un concepte publicitari, ja que en la part posterior del vehicle sempre va figurar «Renault 5». En els primers anuncis de televisió era presentat com «Supercar». D'aquests comercials existeixen dues etapes; una primera en la qual un Supercinq animat recorre camins i mostra el seu equipament, com ja es feia amb el R5, i una segona en la qual és l'automòbil de Superman. Entre els anuncis emesos poden destacar-se el de 1984, en el qual el que un R5 personificat s'acomiadava del públic i era substituït pel Supercinq, o el de 1989, famós per la cançó rap que l'acompanyava.
Els posteriors índexs de venda de vehicles van reflectir que el públic va acceptar satisfactòriament al successor del R5. Durant el seu primer any de comercialització va aconseguir el segon lloc, només superat pel Peugeot 205, però a partir de 1986 i fins a 1990 —any en què el Peugeot 205 va recuperar el primer lloc i el Renault Clio va substituir al Supercinq— va ser el cotxe més venut a França. L'any en el qual es van registrar més vendes en aquest país va ser 1988 (241.849 unitats venudes). En la resta de països no va arribar a liderar les llistes de vendes, però es va mantenir entre els deu primers. Va arribar a ser el quart automòbil més venut d'Europa l'any 1988 (518.910 unitats), només superat pel Volkswagen Golf (739.445 unitats), el Fiat Uno (635.663 unitats) i l'Opel Kadett (622.690 unitats). És destacable a més que, mentre en països com Bèlgica, Eslovènia, Espanya, França, Itàlia o Portugal es va vendre bastant bé, amb quotes de mercat que van oscil·lar entre el tres i l'11 %, a l'Alemanya, Països Baixos, Regne Unit o Suècia va passar una mica més desapercebut, en registrar-se quotes inferiors al dos per cent. Casualment, els països en els quals el Supercinq va registrar un major índex de vendes —a excepció d'Itàlia— es compten entre les seves fronteres amb una fàbrica Renault en la qual es va produir aquest model.

### Producció
En 1984 va començar la fabricació en sèrie del Supercinq, que va substituir oficialment al R5 a partir del mes de setembre. No obstant això, ambdues generacions van conviure durant una temporada en els concessionaris; el Renault 5 va continuar comercialitzant-se durant alguns anys més com una sèrie limitada denominada Lauréate. El febrer de 1985 es va dur a terme una millora de les primeres versions i es va iniciar la producció dels GT Turbo a més dels models de transmissió automàtica. Aquest mateix any van estar disponibles les versions de cinc portes —sis centímetres més llargues que els models de tres portes— i motor dièsel. La gamma del Supercinq per a l'any 1985 va estar formada per nou versions, els preus del qual per al mercat francès oscil·laven entre 38.900 i 61.900 francs, que vindrien a ser entre 5.900 i 9.500 euros.
Renault va renovar tota la gamma Supercinq entre els anys 1986 i 1988. També va finalitzar la producció de les versions més senzilles i de les quals van sortir a la venda primer. Durant aquests anys va ser l'automòbil més venut a França i un dels més venuts a Europa. Va ser a més quan es van comercialitzar la major part de sèries limitades i es van afegir millores a les edicions més reeixides, com la transmissió automàtica en la versió específica, equipament de luxe en els Baccara o el redisseny del GT Turbo. En 1989 Alain Oreille va obtenir la victòria amb un Supercinq en el Ral·li de Costa d'Ivori, la fita més destacada del palmarès del Supercinq.
En 1993 van arribar als concessionaris les últimes unitats totalment noves. A partir de l'any següent la producció del Supercinq es va reduir considerablement en detriment del Clio, encara que va continuar disponible al costat del seu successor fins a finals dels anys 1990. Només una factoria Renault va continuar fabricant-ho, l'eslovena de Novo Mesto, encara que la majoria d'unitats van estar destinades a l'exportació a països amb economies emergents com els estats de l'antiga Iugoslàvia o el Marroc. La producció del Supercinq va arribar definitivament a la seva fi el 1996; al març va sortir a la venda una última sèrie limitada denominada Bye Bye i al juliol l'última unitat va ser muntada a Eslovènia.

#### Fàbriques
En total van ser nou les factories de Renault que van produir el Supercinq:
- Brussel·les, Bèlgica
- Vilvoorde, Bèlgica
- Novo Mesto, Eslovènia
- Palència, Espanya
- Billancourt, França
- Dieppe, França
- Flins-sud-Seine, França
- Setúbal, Portugal
- Mariara, Veneçuela[30]

## Especificacions tècniques
El Supercinq és un cotxe amb porta posterior de tres o cinc portes amb carrosseria monocasc autoportant. El componen dos cossos, un ocupat pel motor i un altre destinat al transport de passatgers i equipatge. Les portes laterals consten de cristalls descendents mentre que la contraporta posterior del maleter té un cristall fix. El maleter és molt més ampli que el del R5, amb una capacitat de 233 dm³ amb els seients posteriors en posició vertical i 657 dm³ quan es pleguen horitzontalment. El vehicle té una longitud de 3.590 mm, una amplària de 1.590 mm, una altura de 1.390 mm i una batalla de 2.407 mm. El pes, segons la versió, oscil·la entre 760 i 860 quilograms.

### Interior

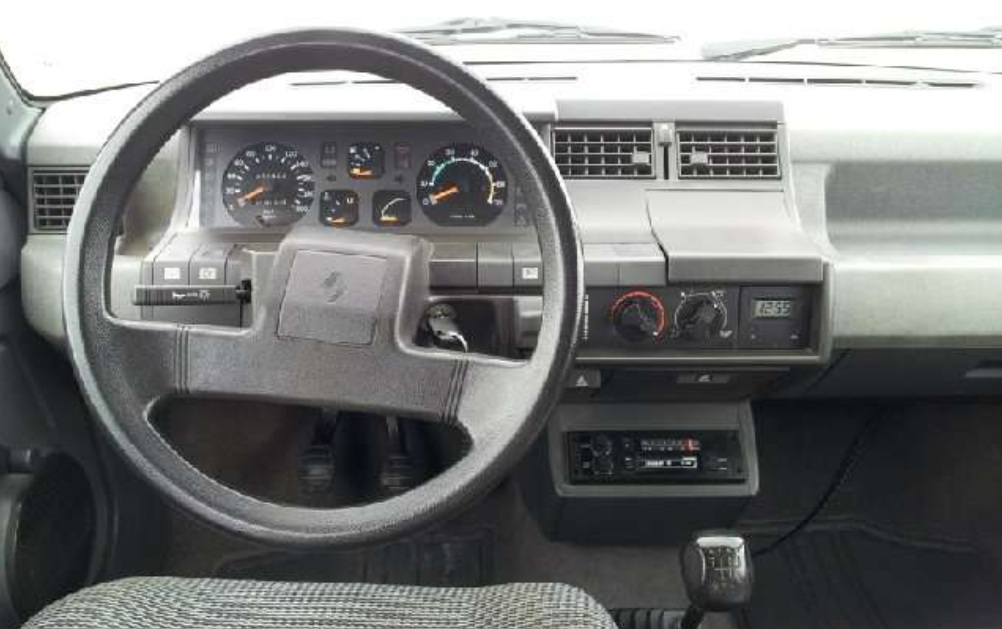
Quadre de comandaments d'un Renault Supercinq.

Encara que l'automòbil va ser dissenyat com un vehicle compacte, l'interior es va pensar per ser espaiós: l'habitabilitat és molt apreciada pels usuaris, per la qual cosa Renault va augmentar sensiblement la capacitat interior del cotxe respecte a la del seu predecessor. Això es va aconseguir en acréixer l'amplària dels seients al nivell dels colzes i després de canviar de longitudinal a transversal la disposició del motor. El maleter també es va fer més gran (233 dm³), mitjançant el trasllat als baixos del vehicle del dipòsit de combustible i la roda de recanvi. D'altra banda, en les versions de tres portes es perd espai en els seients posteriors en reduir-se la mobilitat dels davanters. L'interior destaca a més pel confort i la comoditat de les seves places, davant d'altres models similars com el Peugeot 205 o el Citroën AX.
Quant als sistemes de so, van ser fins a sis els diferents tipus de radio que podia portar incorporades. Totes tenien reproductor de radiocasset i recepció d'emissores en FM i AM. Les empreses que van produir equips de so per Renault van ser Philips, Grundig, Pioneer i Blaupunkt. Els comandaments i el quadre de comandament del Supercinq prenen la base del Renault 11.

### Exterior

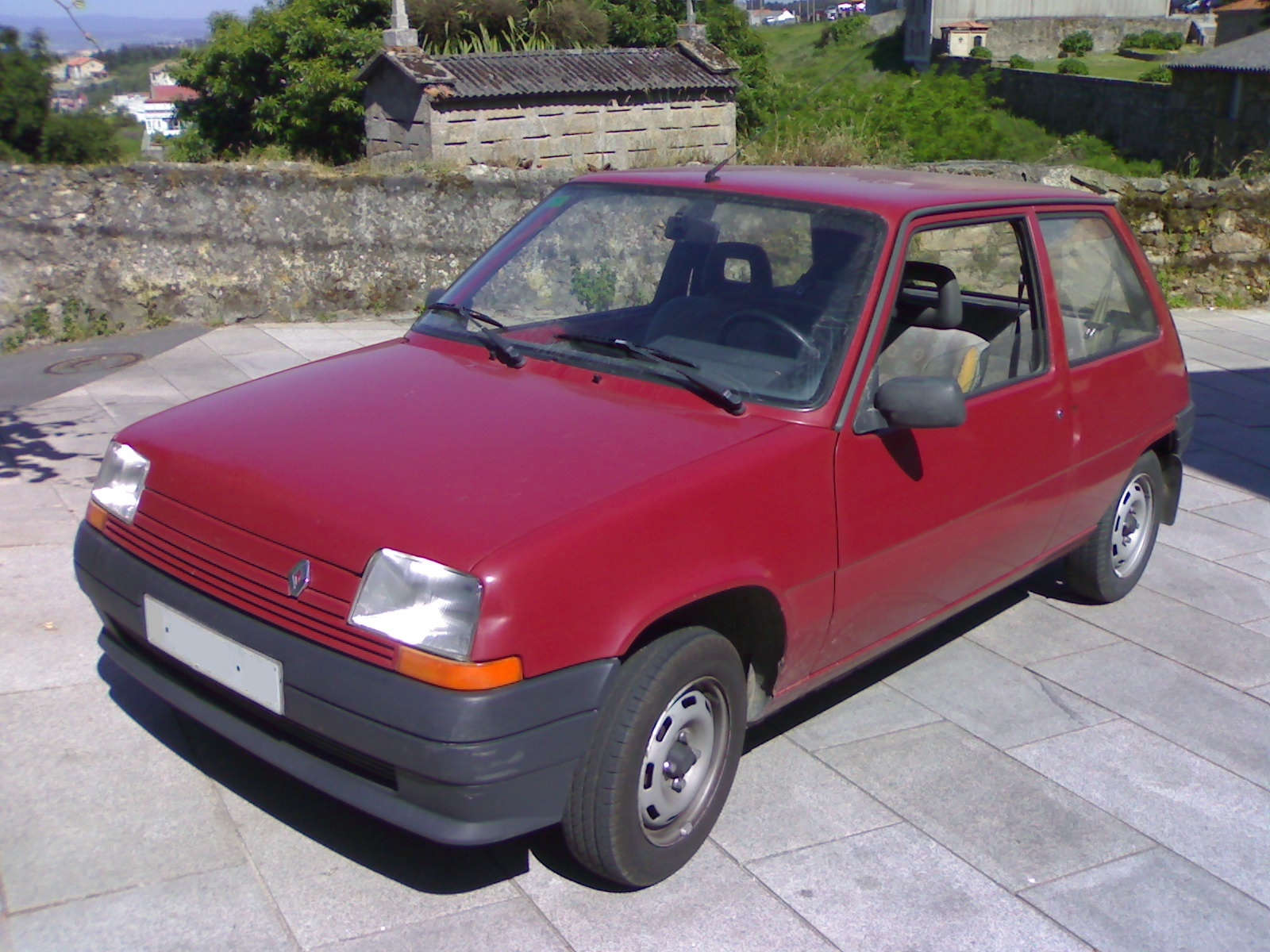
Vista davantera d'un Renault Supercinq Five.

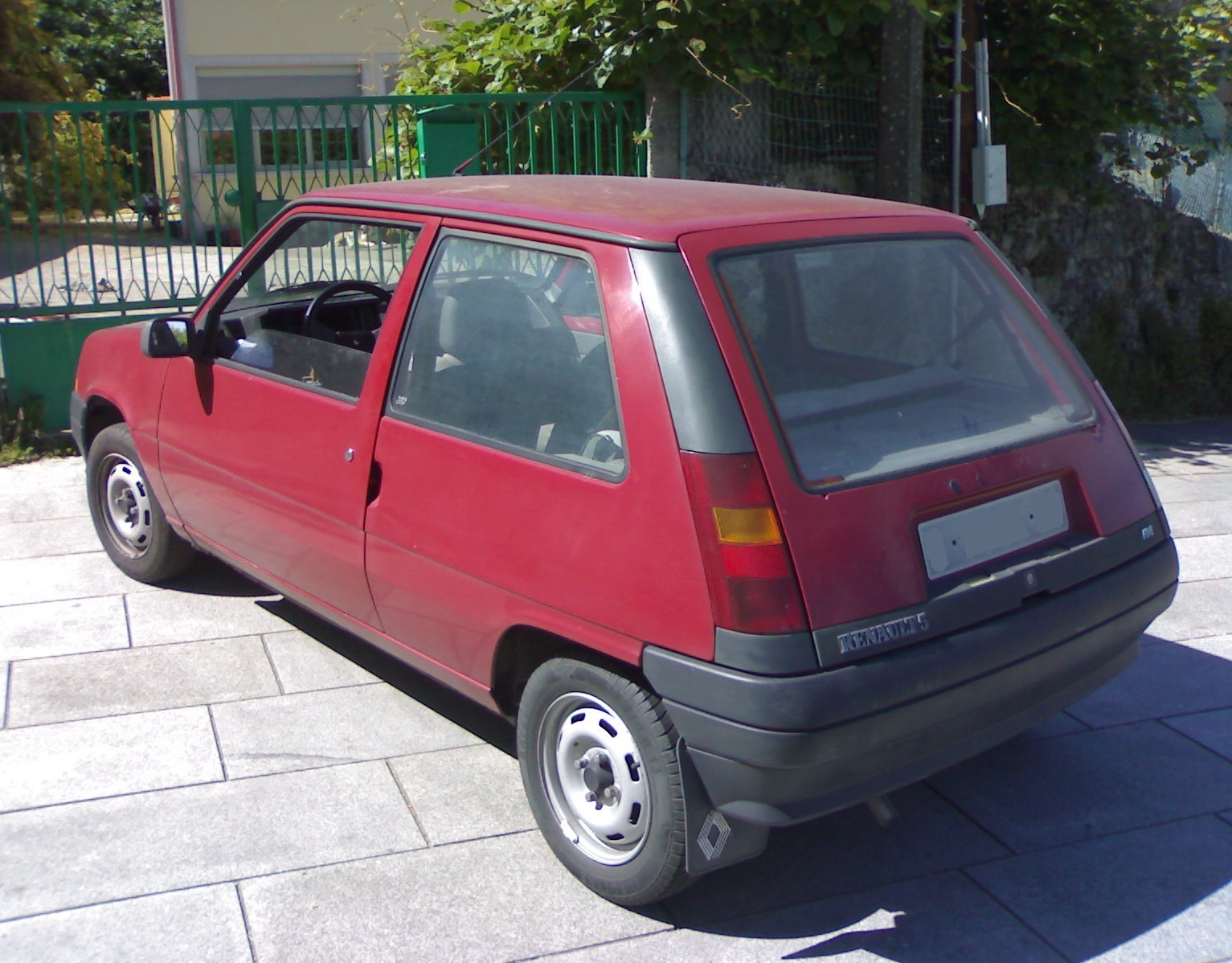
Vista posterior d'un Renault Supercinq Five.

La carrosseria del vehicle és de xapa embotida, que forma un conjunt soldat que assegura la rigidesa de l'estructura. Els paracops i protectors laterals són de polièster armat, una barreja de resina sintètica amb fibra de vidre premsada i polimeritzada. El Supercinq va ser dissenyat per ser més llarg, més ample i més baix que el R5; el morro es va afilar, canvi que dona lloc a una forma de tascó que recorda al Peugeot 205. El conjunt de canvis en l'exterior de l'automòbil constitueixen una millora de l'aerodinàmica, ja que el coeficient aerodinàmic del vehicle és de 0,36 davant del 0,38 del seu predecessor.
La pintura exterior està disponible en colors mat i metal·litzat. La gamma cromàtica abasta un total de cinquanta tonalitats diferents, repartides entre varietats de grisa, blava, vermell, verd i colors clars (blanc, beix i groc). El procés d'acolorit constava de tres fases; en la primera es preparava la carrosseria mitjançant l'emprimació, posteriorment se li aplicaven dues capes de pintura, mat o metal·litzada, i finalment l'envernissat.

### Motor
El Supercinq és un vehicle de tracció davantera amb un motor en disposició davantera transversal, derivat dels Renault 9/11. El motor utilitzat va ser el Cléon-Fonte o «Sierra», que apareixia en models de la marca francesa des de 1962. Malgrat la seva antiguitat, les seves prestacions permetien que estigués al nivell de la competència, però el conservadorisme de Renault va ser molt criticat per la premsa automobilística de l'època, ja que el motor produïa molt soroll a altes velocitats. Té una inclinació cap enrere de dotze graus, de manera que forma un bloc amb la caixa del canvi i el grup diferencial. La culata és d'alumini i el greix es realitza a pressió mitjançant una bomba d'engranatges. La refrigeració és per aigua en circuit hermètic protegit fins a -20 °C amb circulació per turbina i motoventilador de funcionament automàtic.
La gamma comprèn des dels 1,1 litres de cilindrada i 48 CV de potència màxima de la versió C fins als 1,4 litres de cilindrada i 120 CV de potència màxima de les versions GT Turbo. Cada cilindre té 2 vàlvules, lubricades per un sistema de càrter d'aliatge lleuger i amb una relació de compressió de 7,9:1. Tot això proporciona un parell motor màxim de 8 a 10,4 kg·m a 5.250-5.750 rpm i una potència màxima compresa entre els 35 kW (48 PS / 48 CV) i els 88 kW (122 PS / 120 CV). El Renault Supercinq (GT Turbo) pot accelerar de 0 a 100 km/h en 7,7 segons i aconseguir una velocitat màxima de 204 km/h.
La potència és transmesa a les rodes per una transmissió manual —encara que existeixen algunes versions amb transmissió automàtica— de quatre o cinc velocitats més la marxa enrere muntada en la part davantera. L'embragatge és monodisc amb acoblament elàstic en sec, posseeix topall de desembragament guiat a boles i autocentrant.

#### Relació de marxes
En la següent taula es mostra la relació de marxes de les cinc velocitats més la marxa enrere del Renault Supercinq. S'entén com a relació de marxes o raó de canvi la proporció existent entre la roda i el pinyó. Per exemple, una raó de canvi 4:1 vol dir que per cada volta completa que dona el pinyó de la marxa, la roda dona quatre voltes.
| Marxa   | 1      | 2      | 3      | 4      | 5      | Marxa enrere |
| ------- | ------ | ------ | ------ | ------ | ------ | ------------ |
| Relació | 3,09:1 | 1,84:1 | 1,32:1 | 0,96:1 | 0,75:1 | 3,73:1       |

### Xassís

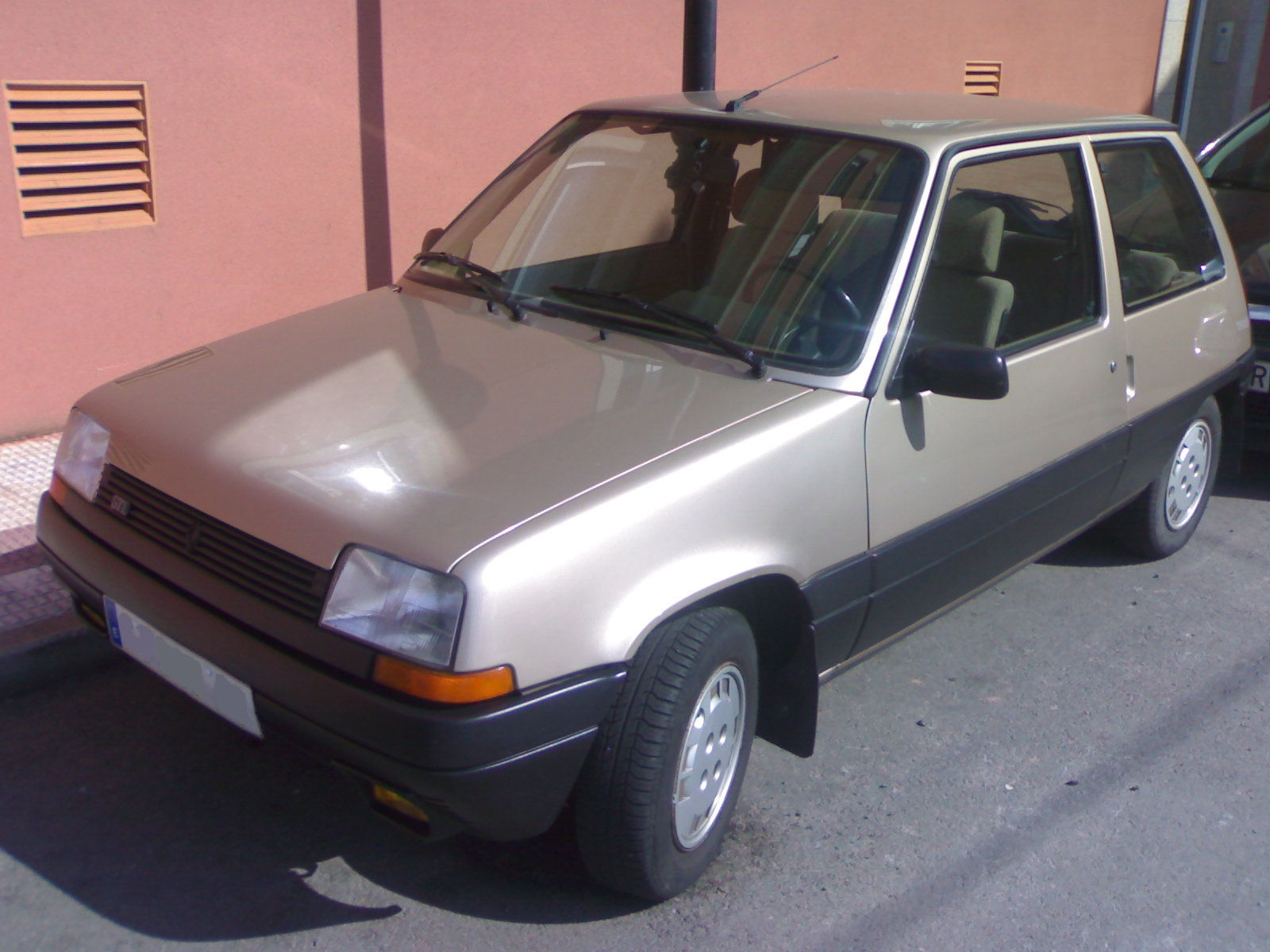
Un Renault Supercinq GTL de la primera sèrie.

El xassís del Supercinq és un monocasc fabricat amb xapa soldada autoportant. Se li aplicava un procés denominat fosfatació, que consisteix al fosfatat i la passivació anticorrosiva de capes de zinc i àcid cròmic. Una vegada finalitzada aquesta etapa el xassís rebia un segon tractament, la deposició electroforètica o EPD per les seves sigles en anglès, un procediment industrial que permet dipositar una subcapa de protecció de la pintura del vehicle, aprofitant-se de la mobilitat de les partícules en suspensió després de l'aplicació d'un camp elèctric, una tècnica coneguda de forma general com electroforesi. El procés es completava amb altres etapes d'acabat després de l'aplicació de l'esmalt; la de segellador, una fina capa uniforme sobre el color, i la pintura antigraveta, que protegia els baixos del cotxe de la grava projectada per les rodes.
La suspensió és de tipus MacPherson, que proporciona un punt de suport a la direcció i actua com a eix de gir de la roda. Compta amb un triangle inferior, molls helicoidals i amortidors hidràulics telescòpics de doble efecte amb tampons de xoc. A més, en la part posterior es troben dues semibarres de torsió transversals de 18 mm de diàmetre, 20,8 mm en la versió Turbo. Cada eix està format per una barra estabilitzadora transversal; la davantera de 22 mm de diàmetre, 21 mm en la versió Turbo, i la posterior de 15,5 mm, dues barres de 23,4 mm en el Supercinq Turbo.
La direcció del vehicle està formada per una cremallera. Els seus extrems s'uneixen a les palanques de les maneguetes per mitjà de bieles articulades i ròtules amb comandament directe sobre cadascun dels portamaneguetes. La columna de direcció va amb una ajunta cardan intercalada.

### Rodes
Segons la versió, el Supercinq podia calçar un o un altre tipus de llandes. La més freqüent era la de 270 mil·límetres (11 polzades) amb una amplària de 165 mil·límetres (7 polzades) tant en la part davantera com en la part posterior. Generalment els pneumàtics eren Michelin o Pirelli, amb codis que van des del 145/70 R 13 pels Five fins al 175/70 R 13 pels GTD. El codi més comú, present en les versions Automatic, Baccara, GTL i GTX, és el 165/65 R 13.
Els frens són hidràulics, amb servofrè de buit de Master-Vac i distribució independent en X, un circuit per a les rodes davantera esquerra i posterior dreta i un altre circuit per a les davantera dreta i posterior esquerra. Aquest sistema és alimentat per un cilindre mestre tàndem. Els frens davanters són de disc i tenen un diàmetre de 236 mil·límetres (7 polzades), amb mordasses de sis pistons. Els frens posteriors són de tambor —excepte en la versió Turbo, on també són de disc— i tenen un diàmetre de 190 mil·límetres (5 polzades), amb mordasses de quatre pistons. El vehicle compta amb un dispositiu de seguretat que avisa al conductor de qualsevol incidència relacionada amb el sistema de frens i un limitador de frenat, variable segons la càrrega suportada per l'eix posterior, que evita el bloqueig. Igual que en la majoria d'automòbils, el fre d'estacionament actua sobre les rodes posteriors.

## Crítiques
En general, el vehicle va rebre valoracions positives, encara que alguns crítics van dir que hi havia massa semblança al R5 o que el motor era massa sorollós a altes velocitats a conseqüència de la seva antiguitat. En contraposició, alguns mitjans van elogiar aspectes com l'habitabilitat, el confort o el rendiment durant la conducció així com la direcció o el sistema de frens.
Paul Scott, de la revista britànica Car Magazine, va comentar:
| «            | Pot ser que el nou R5 no marqui tendència com el seu predecessor, però és prou bo com per arribar a ser el millor de la seva categoria. | » |
| — Paul Scott | |   |

La publicació Autopista va dur a terme una prova comparativa entre el Supercinq i dos dels seus competidors, el Citroën AX i el Peugeot 205. L'emprovador va criticar el nivell sonor del motor «Sierra» a alts règims, l'elevat consum de les versions de major cilindrada —en comparació a les versions més senzilles, que destacaven pel seu baix consum de combustible—, així com les seves recuperacions després de canviar de marxa, que va qualificar de «millorables». D'altra banda, va donar el vistiplau al sistema de frenat i al canvi de marxes, «suau i precís» segons va afirmar. Va destacar del Supercinq la seva comoditat i habitabilitat interior respecte als altres dos models de la comparativa i va afegir que:
| «           | Si el que volem és un bon confort, però també tenir la possibilitat d'aconseguir alts creuers, el Renault 5 GTX és una sàvia elecció. | » |
| — Autopista | |   |

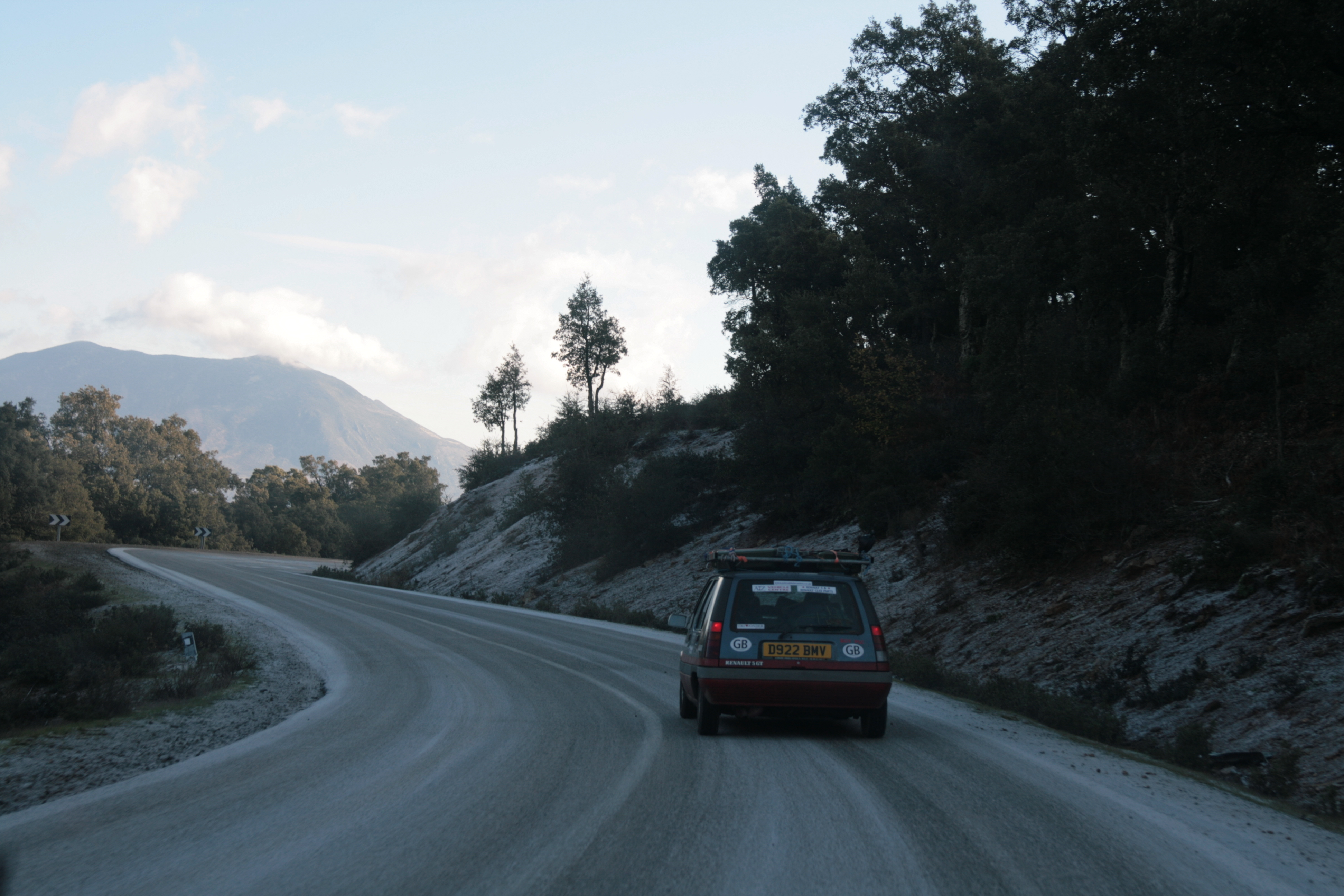
El crític Michel Gegan va recórrer més de 2000 quilòmetres en un Renault Supercinq per al seu reportatge «Les aventures de Supercinq!».

L'edició francesa de la revista Auto Hebdo va publicar el 27 de setembre de 1984 un reportatge, denominat «Les aventures de Supercinq!», on el crític Michel Gegan narrava l'experiència de recórrer 2.134 quilòmetres de la geografia francesa amb el nou model de Renault. Va partir de Montlhéry, municipi proper a París, i va passar per les ciutats d'Orleans, Saintes, Bordeus, Carcassona, Arlés, Avinyó, Lió o Fontainebleau entre d'altres localitats menors abans de finalitzar el seu recorregut a la capital francesa. La seva opinió sobre el Supercinq va ser molt positiva; va admirar la seva habitabilitat i comoditat interior, el rendiment del motor, el seu nivell de manejabilitat, els acabats de la carrosseria i la seva silueta, que recordava al R5. No obstant això, Gegan també va criticar negativament el que es deia entre ambdues generacions —alguna cosa que encara era poc comú en els vehicles del segment B— pel que va dir el següent: «La silueta em resulta (massa) familiar». També va avaluar negativament el mal agafament dels pneumàtics sobre paviment mullat.
Jean Pierre Malcher, de Action Automobile, va fer una anàlisi del Supercinq dins de l'especial dedicat al Saló de l'Automòbil de París de 1984. Va destacar el rendiment durant la conducció, el seu sistema de frens Master-Vac, els nivells de consum, la seva habitabilitat i confort, així com la senzillesa de la seva línia compositiva. D'altra banda, determinats aspectes com que només estigués disponible la versió de tres portes, que comptés amb un equipament tan bàsic, els seus antiestètics protectors laterals i el seu preu —alt en comparació de models similars com el Fiat Uno, el Ford Fiesta, el Talbot Samba o l'Opel Corsa— van ser reprovats per la publicació gal·la.
El crític Sergio Piccione, del setmanari espanyol Motor 16, va avaluar positivament diferents aspectes ja aprovats per altres publicacions, com la comoditat, l'habitabilitat, l'estabilitat i l'aerodinamisme. No obstant això, va criticar que Renault usés un motor antic com el «Sierra», que causava molt soroll a grans velocitats. També va fer referència a l'escassa mobilitat dels seients davanters, que limitaven l'espai dels darreres:
| «                 | Els nous seients, del tipus monoguia, permeten una pitjor accessibilitat a les places posteriors que en l'antic […] En l'actual, és només el respatller el que es plega, deixant un buit molt escàs per passar les cames cap a la part posterior. | » |
| — Sergio Piccione | |   |

L'any 2000, quan ja havia cessat la producció del Supercinq, Auto Retro va dedicar un especial al Supercinq, ja no com a novetat sinó com a clàssic. El periodista Thibaut Amant va elogiar al cotxe en si, especialment a la versió Turbo. Va admirar el seu rendiment i la seva fiabilitat, així com els seus frens i la direcció. L'únic defecte assenyalat va ser l'equipament, que va qualificar de «mediocre». Ja en un to més informal i imparcial, ho rebutjava per ser el «cotxe favorit de Gilles Labrouche [fotògraf del reportatge]» i perquè «l'original m'agrada molt més».

## Versions
Entre els anys 1984 i 1996, Renault va comercialitzar vint-i-dues versions diferents del Supercinq, dotze anys en els quals es van alternar models nous i millores de models anteriors. Les diferències d'una versió a una altra eren generalment mecàniques, com la potència, la cilindrada, les característiques del motor, el pes, el sistema de frenat i a vegades les prestacions interiors. Entre les primeres i últimes s'aprecien algunes diferències estètiques, tan interiors com a exteriors. La més destacable és la disposició del logo; mentre que en els models produïts entre 1984 i 1988 el símbol de Renault se situava en la part central de la calandra, a partir de 1988 es va situar en el costat dret. La següent taula mostra les característiques específiques de cadascuna de les versions del Renault Supercinq:
| Model               | Període de producció | Motor   | Cilindrada (cc) | Potència (CV)   | Parell màxim (kgm) | Velocitat màxima (km/h) | Combustible | Velocitats | Frens del./després de. |
| ------------------- | -------------------- | ------- | --------------- | --------------- | ------------------ | ----------------------- | ----------- | ---------- | ---------------------- |
| Supercinq C         | 1984 - 1987          | C1C-700 | 1.108           | 48 a 5.250 rpm  | 8 a 2.500 rpm      | 137                     | Gasolina    | 4          | Disc Tambor            |
| Supercinq TL        | 1984 - 1985          | C1E-750 | 1.237           | 50 a 5.250 rpm  | 8 a 2.500 rpm      | 143                     | Gasolina    | 4          | Disc Tambor            |
| Supercinq TC        | 1985 - 1987          | C1C-400 | 956             | 42 a 5.250 rpm  | 8 a 2.500 rpm      | 137                     | Gasolina    | 4          | Disc Tambor            |
| Supercinq TD        | 1985 - 1987          | F8M-404 | 1.595           | 55 a 5.250 rpm  | 8 a 2.500 rpm      | 150                     | Dièsel      | 5          | Disc Tambor            |
| Supercinq GTL       | 1984 - 1987          | C1J-768 | 1.397           | 64 a 5.250 rpm  | 10,4 a 2.500 rpm   | 158                     | Gasolina    | 5          | Disc Tambor            |
| Supercinq GTS       | 1984 - 1987          | C2J-780 | 1.397           | 72 a 5.250 rpm  | 10,6 a 2.500 rpm   | 167                     | Gasolina    | 5          | Disc Tambor            |
| Supercinq Automatic | 1985 - 1987          | C2J-780 | 1.397           | 68 a 5.250 rpm  | 10,6 a 2.500 rpm   | 154                     | Gasolina    | 3          | Disc Tambor            |
| Supercinq GTD       | 1985 - 1987          | F8M-730 | 1.595           | 57 a 3.800 rpm  | 10,4 a 2.250 rpm   | 150                     | Dièsel      | 5          | Disc Tambor            |
| Supercinq TS        | 1985 - 1987          | C2J-720 | 1.397           | 72 a 5.250 rpm  | 10,4 a 2.500 rpm   | 167                     | Gasolina    | 5          | Disc Tambor            |
| Supercinq TSE       | 1984 - 1987          | C2J-403 | 1.397           | 72 a 5.250 rpm  | 10,4 a 2.500 rpm   | 167                     | Gasolina    | 5          | Disc Tambor            |
| Supercinq GT Turbo  | 1985 - 1987          | C1J-782 | 1.397           | 115 a 5.750 rpm | 16,8 a 3.750 rpm   | 197                     | Gasolina    | 5          | Disc                   |
| Supercinq Five      | 1987 - 1993          | C1E-400 | 1.108           | 47 a 5.250 rpm  | 9 a 2.550 rpm      | 143                     | Gasolina    | 5          | Disc Tambor            |
| Supercinq SL        | 1987 - 1989          | C1E-400 | 1.108           | 47 a 5.250 rpm  | 9 a 2.500 rpm      | 143                     | Gasolina    | 5          | Disc Tambor            |
| Supercinq SR        | 1987 - 1989          | C1G-400 | 1.237           | 55 a 5.250 rpm  | 9 a 2.500 rpm      | 150                     | Gasolina    | 5          | Disc Tambor            |
| Supercinq SD        | 1987 - 1989          | F8M-400 | 1.595           | 55 a 5.250 rpm  | 9 a 2.500 rpm      | 150                     | Dièsel      | 5          | Disc Tambor            |
| Supercinq TR        | 1987 - 1990          | C1G-700 | 1.237           | 55 a 5.250 rpm  | 9 a 2.550 rpm      | 155                     | Gasolina    | 5          | Disc Tambor            |
| Supercinq GTR       | 1987 - 1990          | C1G-700 | 1.237           | 55 a 5.250 rpm  | 8 a 2.500 rpm      | 155                     | Gasolina    | 5          | Disc Tambor            |
| Supercinq Automatic | 1987 - 1991          | C2J-401 | 1.397           | 68 a 5.250 rpm  | 9 a 2.550 rpm      | 154                     | Gasolina    | 3          | Disc Tambor            |
| Supercinq GTX       | 1987 - 1990          | F2N-740 | 1.721           | 90 a 5.500 rpm  | 13,8 a 3.500 rpm   | 184                     | Gasolina    | 5          | Disc Tambor            |
| Supercinq Baccara   | 1987 - 1990          | F2N-700 | 1.721           | 90 a 5.250 rpm  | 15 a 3.500 rpm     | 184                     | Dièsel      | 5          | Disc Tambor            |
| Supercinq GT Turbo  | 1988 - 1991          | C1J-788 | 1.397           | 120 a 5.750 rpm | 16,8 a 3.750 rpm   | 204                     | Gasolina    | 5          | Disc                   |
| Supercinq Saga      | 1990 - 1996          | C3J-700 | 1.390           | 60 a 5.250 rpm  | 10 a 2.500 rpm     | 149                     | Gasolina    | 5          | Disc Tambor            |

## Sèries limitades
NRJ (1986)

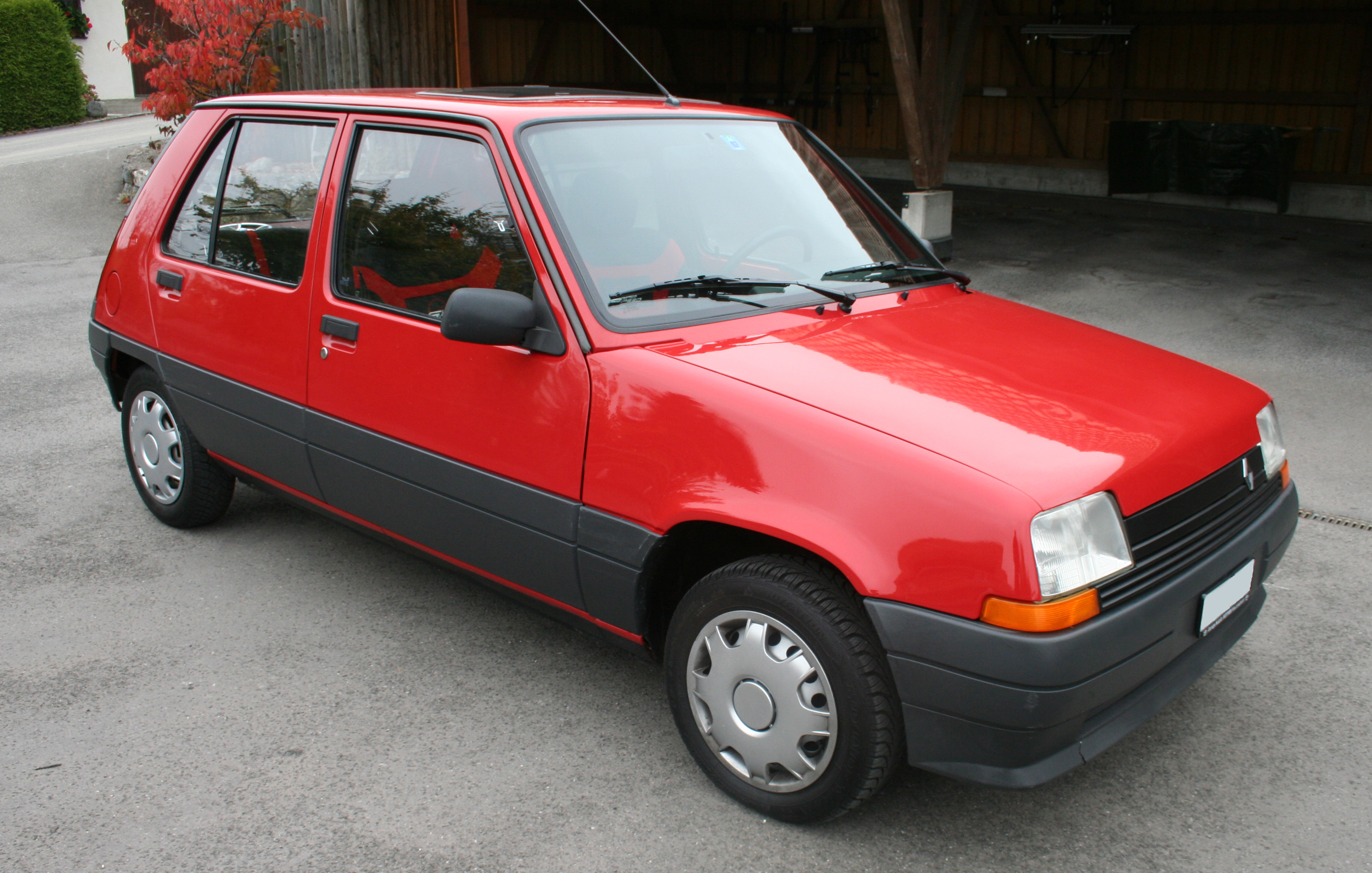
Van ser diverses les sèries limitades creades a partir de la versió TL, com NRJ, Rio, Primus, Podium, FM, ID o Tiga.

La sèrie limitada NRJ va sortir a la venda a França a l'agost de 1986. El seu nom fa referència a NRJ, la principal emissora de ràdio gal·la. El logotip de la cadena apareix en els laterals i en la part posterior, així com en un dels jocs de llandes opcionals del vehicle. El Supercinq NRJ podia ser vermell, negre o blau; estava disponible en les versions TC, TL i GTS, de 42, 47 i 72 CV respectivament. Comptava a més amb seients reclinables, tapisseria de vellut, rellotge digital i radiocasset estèreo, fars halògens, vidres elevadors elèctrics, tancament centralitzat i llum antiboira.
Panache
La sèrie limitada Panache va sortir a la venda al Regne Unit a l'octubre de 1986. El logotip està compost per la paraula «Panache» en lletres vermelles sobre una línia del mateix color, se situa en la part posterior. La gamma cromàtica solament comprenia el negre; estava disponible en la versió GTS, de 68 CV. En ser un model destinat al mercat britànic, el volant està en el costat dret. Comptava a més amb seients reclinables, una tapisseria idèntica a la de la sèrie NRJ, rellotge de quars, airejadors laterals sobre el quadre de comandament, eixugaparabrisa amb dispositiu de velocitat regulable, llum interior davantera, radiocasset, fars halògens, vidres elevadors elèctrics, tancament centralitzat, llum antiboira i sostre solar.
Rio
La sèrie limitada Rio va sortir a la venda a Regne Unit el 1987. El logotip està compost per la paraula «Rio» en blau o vermell sobre un cercle groc i situat en la part posterior, dues franges amb els mateixos colors del logotip recorren els laterals. La gamma cromàtica comprenia dues tonalitats, vermell i gris clar; estava disponible en les versions TC i TL, de 42 i 50 CV respectivament. En ser un model destinat al mercat britànic, el volant està en el costat dret. Comptava a més amb seients reclinables, una tapisseria idèntica a la de la sèrie NRJ, calefacció, rellotge de quars, sostre solar, eixugaparabrisa amb dispositiu de velocitat regulable, llum interior davantera i radiocasset.
Flash
La sèrie limitada Flash va sortir a la venda en els Països Baixos al febrer de 1987. El logotip apareix en lletres vermelles majúscules en la part posterior. La gamma cromàtica comprenia el vermell i el gris; estava disponible en les versions TC, GTL i TD, de 42, 64 i 50 CV respectivament. Comptava a més amb seients reclinables amb tapisseria especial de la sèrie, calefacció, rellotge de quars i airejadors laterals en el quadre de comandament. El seu eslògan va ser «Coup de coeur pour un coup de flash».
First
La sèrie limitada First va sortir a la venda el 1987. El logotip està format per la paraula «First» en daurat sobre un fons negre rectangular i apareix en els laterals. La gamma cromàtica comprenia el blanc, el vermell i el gris; estava disponible en les versions SL i Five, ambdues de 47 CV. Comptava a més amb seients reclinables, calefacció, airejadors laterals sobre el quadre de comandament, rellotge de quars i cristalls tintats.
Le Mans

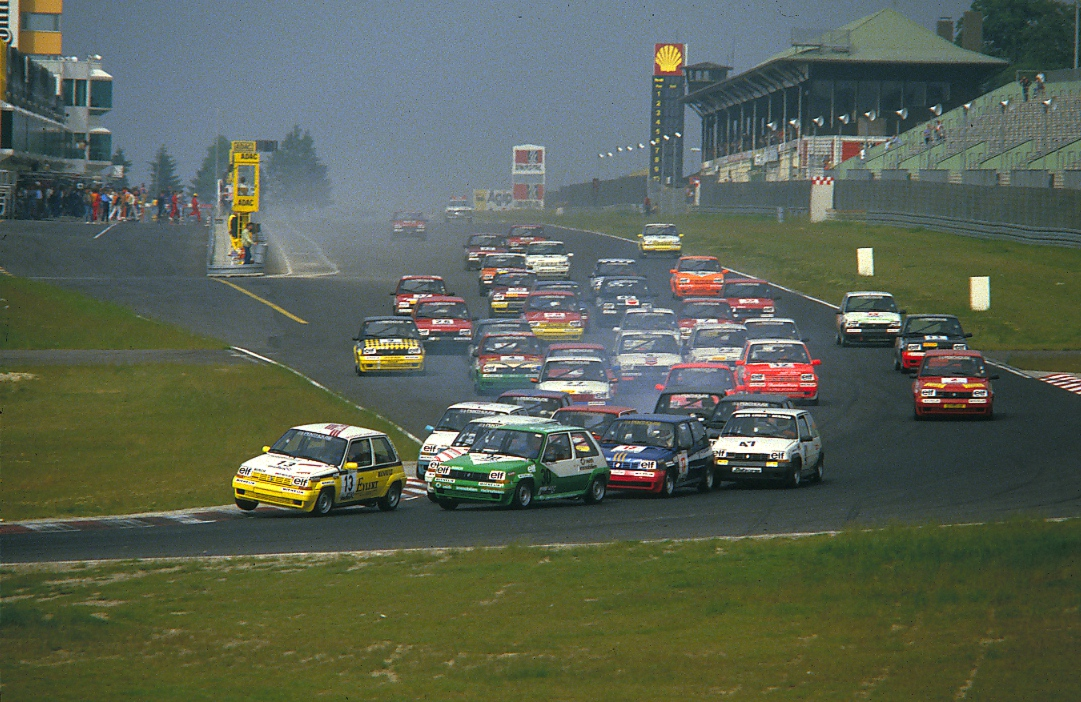
Le Mans és una carrera de resistència que es disputa anualment en França a més del nom una sèrie limitada de Renault a Suïssa. En la imatge prop de cinquanta Supercinq en el Circuit de Nürburgring, Alemanya.

La sèrie limitada Le Mans va sortir a la venda a Suïssa el 1987. El seu nom fa referència a les 24 Hores de Le Mans, carrera de resistència que es disputa durant el mes de juny en el circuit de la Sarthe, prop de Le Mans, França. El logotip apareix al costat de les portes davanteres, el nom de la sèrie en lletres negres majúscules. La gamma cromàtica solament comprenia el blanc i l'única versió disponible era la GTX, de 90 CV. Comptava a més amb retrovisor dret, calefacció, llum antiboira, eixugaparabrisa amb dispositiu de velocitat regulable, seients reclinables, tapisseria esportiva, guanteres en les portes davanteres, airejadors laterals en el quadre de comandament, rellotge de quars, volant de tres radis i canvi de marxes cobert de cuir. Aquestes dues últimes prestacions, entre d'altres, feien que interiorment s'assemblés molt a un Supercinq GT Turbo.
New Man
La sèrie limitada New Man va sortir a la venda el 1987. El Supercinq New Man era de color gris; estava disponible en la versió GTX, de 90 CV. Comptava a més amb llum antiboira, eixugaparabrisa amb dispositiu de velocitat regulable, seients reclinables, guanteres en les portes davanteres, airejadors laterals en el quadre de comandament, rellotge de quars, volant i canvi de marxes del GT Turbo i sostre solar.
Schuss
La sèrie limitada Schuss va sortir a la venda a França al febrer de 1988. El logotip Schuss apareix en verd en els laterals i en la part posterior, així com a l'interior. La gamma cromàtica comprenia el blanc i el gris; estava disponible en les versions GTR, GTS i GTD, de 55, 68 i 55 CV respectivament. Comptava a més amb seients reclinables, calefacció, catifetes de PVC, rellotge de quars, altaveus, fars halògens, vidres elevadors elèctrics, tancament centralitzat, eixugaparabrisa amb dispositiu de velocitat regulable i llum antiboira.
Spring (Alemanya)
La sèrie limitada Spring va sortir a la venda en Alemanya el 1988. El seu nom fa referència a la primavera, Spring en anglès. El logotip amb lletres de color verd apareix en els laterals i en la part posterior, una línia del mateix verd del logotip cobreix els baixos del vehicle. La gamma cromàtica comprenia grisa i blanc; estava disponible en les versions GTR i GTD, de 60 i 55 CV respectivament. Comptava a més amb seients reclinables, calefacció, catifetes de PVC, rellotge de quars, altaveus, fars halògens, vidres elevadors elèctrics, retrovisors amb reglatge interior, tancament centralitzat, eixugaparabrisa amb dispositiu de velocitat regulable, llum interior davantera, llum antiboira, eixugaparabrisa posterior i radiocasset. El seu eslògan va ser «Der Kleine Freund. Hoch dekoriert».
Event
La sèrie limitada Event va sortir a la venda a Regne Unit el 1988. El logotip està compost per la paraula «Event» en lletres verdes i se situa en els costats i sobre la porta del maleter, una fina línia verda recorre els protectors dels baixos. El Supercinq Event va sorgir com una variant del Schuss francès per al mercat anglès. La gamma cromàtica abasta els colors blanc i gris; estava disponible en la versió GTR, de 55 CV. En ser un model destinat al mercat britànic, el volant està en el costat dret. Comptava a més amb cristalls tintats, tancament centralitzat, vidres elevadors elèctrics, retrovisors amb reglatge interior, calefacció, fars halògens, llum antiboira, eixugaparabrisa amb dispositiu de velocitat regulable, volant de cuir amb tons verds, seients reclinables, tapisseria especial, catifetes de PVC, guanteres en les portes davanteres, airejadors laterals en el quadre de comandament, rellotge de quars, radiocasset i preinstal·lació d'equip de so.
Fashion
La sèrie limitada Fashion va sortir a la venda als Països Baixos el 1988. El logotip està compost per la paraula «Fashion» en lletres verdes i se situa en els costats i sobre la porta del maleter, una fina línia verda recorre els protectors dels baixos. El Supercinq Fashion va sorgir com una variant del Schuss francès per al mercat neerlandès. La gamma cromàtica abasta els colors blanc i gris; estava disponible en la versió GTR, de 55 CV. Comptava a més amb cristalls tintats, tancament centralitzat, vidres elevadors elèctrics, retrovisors amb reglatge interior, calefacció, fars halògens, llum antiboira, eixugaparabrisa amb dispositiu de velocitat regulable, volant de cuir amb tons verds, seients reclinables, guanteres en les portes davanteres, airejadors laterals en el quadre de comandament, rellotge de quars, radiocasset i preinstal·lació d'equip de so.
Tropic
La sèrie limitada Tropic va sortir a la venda el 1988. El seu nom fa referència a les dues línies imaginàries homònimes que delimiten la zona Intertropical, una zona geoastronòmica la temperatura mitjana de la qual anual és superior als 18 °C. El nom de la sèrie es deu al fet que portava incorporat de sèrie aire condicionat. El logotip està format per la paraula «Tropic» en verd i apareix en els laterals del vehicle. La gamma cromàtica solament comprenia el blanc; estava disponible en la versió GTL, de 64 CV. Comptava a més amb cristalls tintats, tancament centralitzat, vidres elevadors elèctrics, retrovisors amb reglatge interior, fars halògens, llum antiboira, eixugaparabrisa amb dispositiu de velocitat regulable, volant de cuir amb costures de color verd, seients reclinables, tapisseria especial, catifetes de PVC, guanteres en les portes laterals, airejadors laterals en el quadre de comandament, aire condicionat, calefacció, radiocasset i rellotge de quars.
Triana

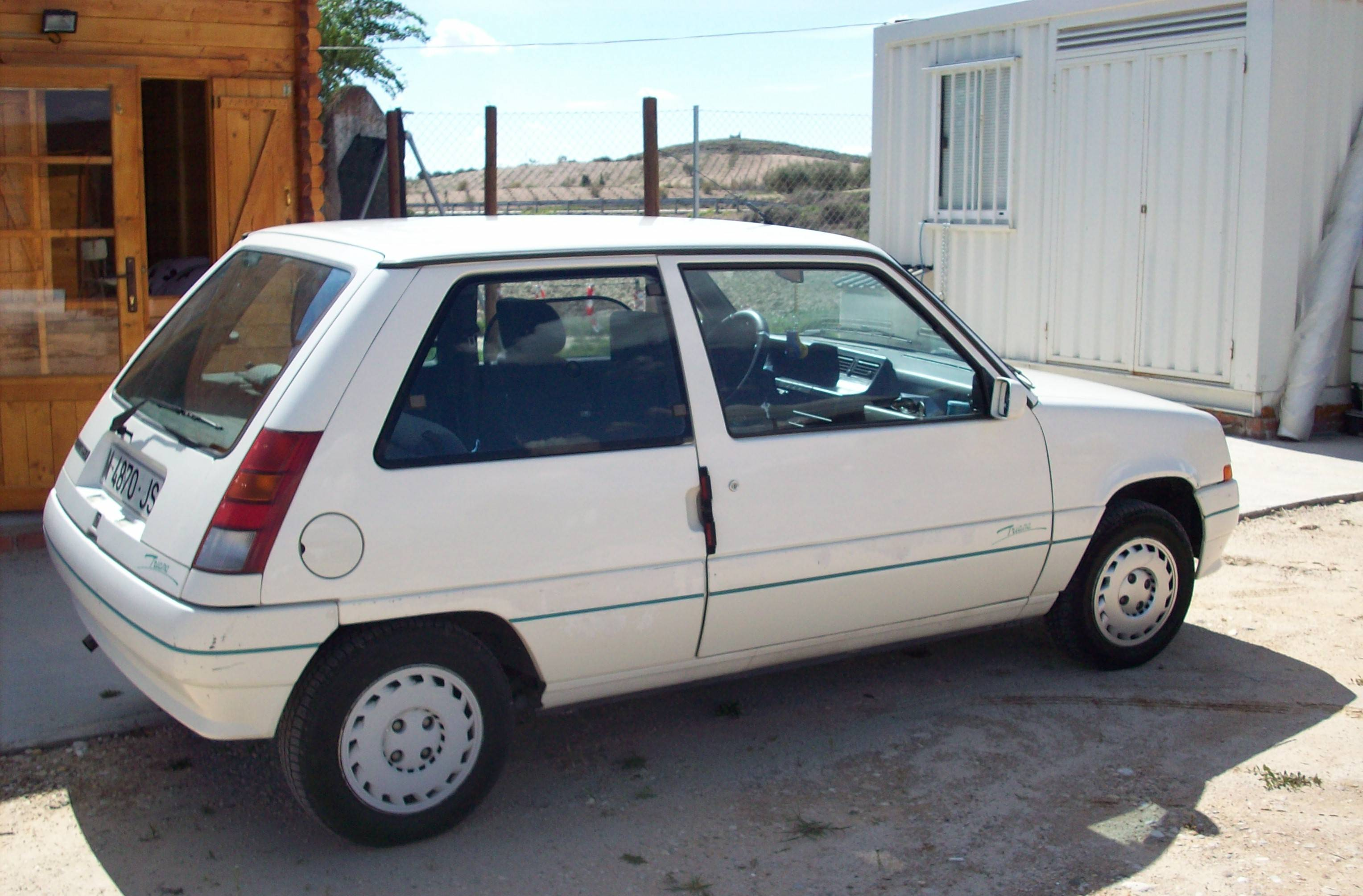
Renault Supercinq Triana.

La sèrie limitada Triana va sortir a la venda a Espanya el 1988. El seu nom fa referència al districte homònim de la ciutat de Sevilla, al sud del país. El logotip de la sèrie apareix en els laterals; es tracta de la paraula «Triana» en lletres majúscules que imiten el disseny tradicional dels rètols de les vies de la capital sevillana. És molt similar al Supercinq Le Mans suís. La gamma cromàtica es limitava al blanc, mentre que l'única versió disponible era la GTX, de 90 CV. Comptava amb seients reclinables, tapisseria especial, guanteres en ambdues portes davanteres, airejadors laterals sobre el quadre de comandament, rellotge de quars, altaveus, fars halògens, vidres elevadors elèctrics, tancament centralitzat, eixugaparabrisa amb dispositiu de velocitat regulable, llum antiboira davantera i posterior, cristalls tintats i calefacció.
NRJ (1988)
Davant l'èxit de la sèrie limitada NRJ, el 1988 va sortir a la venda a França una segona edició d'aquesta sèrie limitada. El logotip de la cadena apareix en els laterals i en la part posterior, però s'elimina de les rodes. La gamma cromàtica de la segona edició comprenia blanc, vermell, gris, blau i verda menta; estava disponible en les versions TR, TL i TD, de 55, 47 i 55 CV respectivament. Comptava a més amb seients reclinables, tapisseria especial amb els colors del logotip NRJ —vermell i verd—, catifes de moqueta, guanteres en ambdues portes davanteres, airejadors laterals sobre el quadre de comandament, radiocasset estèreo Blaupunkt amb dos altaveus posteriors, cristalls tintats, retrovisors amb reglatge interior, llum antiboira, parabrisa laminat, eixugaparabrisa amb dispositiu de velocitat regulable i sostre solar opcional. Es van vendre 17.000 exemplars. Els seus eslògans comercials van ser «És estiu, amb el teu Supercinq NRJ» i «La plus allumée des Supercinq».
Primus
La sèrie limitada Primus va sortir a la venda a Alemanya el 1988. El logotip està compost pel nom de la sèrie en lletres majúscules cursives de color vermell, al costat d'una figura antropomorfa en posició vertical. Apareix en els laterals i en la part posterior, al costat de la placa de la matrícula. La gamma cromàtica comprenia blanc, vermell, blau, gris i verda menta; estava disponible en les versions TR i TL, de 55 i 50 CV respectivament. Comptava a més amb retrovisors amb reglatge interior, calefacció, llum antiboira, eixugaparabrisa amb dispositiu de velocitat regulable, sostre solar de vidre, seients reclinables, tapisseria especial verd i vermella idèntica a la NRJ, catifetes verdes, guanteres en les portes davanteres, airejador en el quadre de comandament i preinstal·lació del sistema de so. El seu eslògan va ser «Der kleine Freund mit Extra-Quälitaten».
Podium
La sèrie limitada Podium va sortir a la venda als Països Baixos el 1988. El logotip és similar al del Supercinq Primus, compost pel nom de la sèrie en lletres majúscules cursives de color vermell, al costat d'una figura antropomorfa en posició vertical. Apareix en els laterals i en la part posterior, al costat de la placa de la matrícula. La gamma cromàtica comprenia blanc, vermell i blau; estava disponible en les versions TR i TL, de 55 i 50 CV respectivament. Podium va ser el nom comercial dau a la sèrie limitada alemanya Primus als Països Baixos, per la qual cosa comptava amb les mateixes prestacions que el model disponible en els concessionaris germans.
FM
La sèrie limitada FM va sortir a la venda a Espanya el 1988. El seu nom fa referència a les sigles de freqüència modulada, amb relació a l'equip de so Blaupunkt que incorporava de sèrie el model. El logotip està compost pel nom de la sèrie en lletres majúscules vermelles amb la vora blanca, que apareix en els laterals. La gamma cromàtica comprenia blanc, negre, vermell i gris; estava disponible en les versions TL i GTL, de 55 i 60 CV respectivament. Comptava a més amb cristalls tintats, retrovisors amb reglatge interior, fars halògens, llum antiboira davanter i posterior, eixugaparabrisa amb dispositiu de velocitat regulable, seients reclinables, tapisseria especial, guanteres en les portes davanteres, airejadors laterals en el quadre de comandament, rellotge digital, radiocasset estèreo Blaupunkt Audio 3010, altaveus i antena. El seu eslògan va ser «Renault 5 FM. En la teva freqüència».
ID

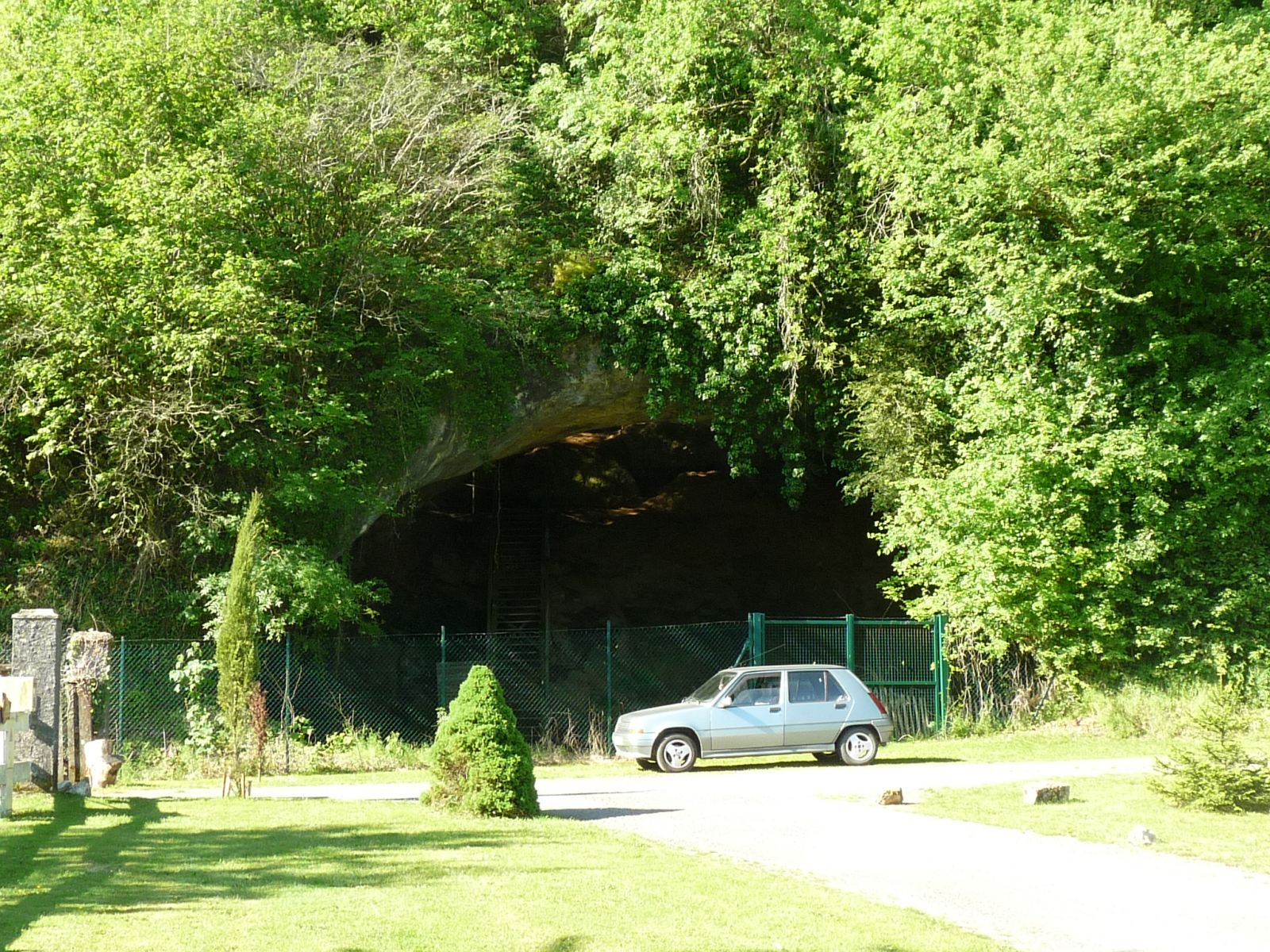
Renault Supercinq Spring en Montbron, França.

La sèrie limitada ID va sortir a la venda a Regne Unit al desembre de 1988. El logotip està compost per les lletres «ID» en color groc dins d'un rectangle, se situa en els laterals, sota les finestres dels seients davanters, i sobre la part dreta de la porta del maleter. La gamma cromàtica comprenia diverses tonalitats, blanc, blau, vermell, gris i verda menta; estava disponible en les versions TL i TR, de 47 i 55 CV respectivament. En ser un model destinat al mercat britànic, el volant està en el costat dret. Comptava a més amb sostre solar, cristalls tintats, retrovisors amb reglatge interior, calefacció, llum antiboira, eixugaparabrisa amb dispositiu de velocitat regulable, seients reclinables, tapisseria en verd i vermell ―idèntica a la de les sèries NRJ―, guanteres en les portes davanteres, airejador central en el quadre de comandament, altaveus preinstal·lats i radiocasset estèreo Philips.
Spring (França)
La sèrie limitada Spring va sortir a la venda a França al desembre de 1988, amb diverses diferències respecte a l'edició alemanya. El logotip apareix en els laterals i en la part posterior. La gamma cromàtica comprenia vermell, blanc, gris i blau; estava disponible en les versions SL, SR i SD, de 47, 55 i 55 CV respectivament. Comptava a més amb seients reclinables, catifes de moqueta, guanteres en ambdues portes davanteres, airejadors laterals sobre el quadre de comandament radiocasset estèreo Blaupunkt, cristalls tintats, retrovisors amb reglatge interior, llum antiboira, parabrisa laminat i eixugaparabrisa amb dispositiu de velocitat regulable. El seu eslògan va ser «Doble ela fait fondre l'hiver».
Tonic
La sèrie limitada Tonic va sortir a la venda a Àustria el 1989. El logotip està compost per la paraula «Tonic» en lletres negres al costat d'una franja del mateix color i se situa en els costats i en la part davantera sobre la calandra. El Supercinq Tonic va sorgir com una variant del Spring francès per al mercat austríac. La gamma cromàtica comprenia els colors blanc, vermell, verd i gris; estava disponible en les versions SL i SD, de 47 i 55 CV respectivament. Comptava amb les mateixes prestacions que la sèrie limitada Spring francesa, a excepció del radiocasset.
Alain Oreille

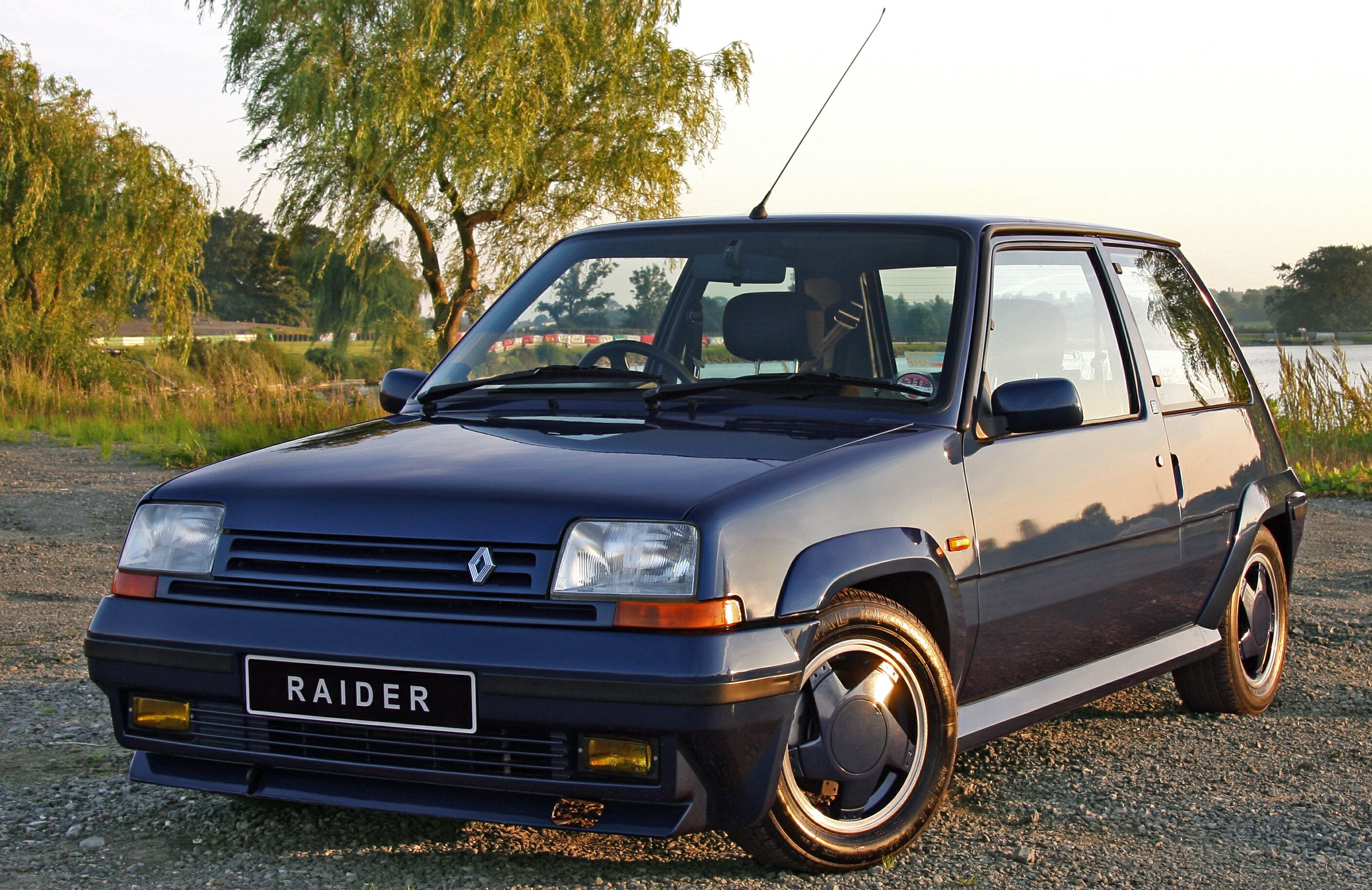
Supercinq GT Turbo Alain Oreille. Aquesta sèrie limitada va sortir a la venda després de l'èxit collit per Renault en el Ral·li de Costa d'Ivori de 1989.

La sèrie limitada Alain Oreille va sortir a la venda a França el 1989. Pren el nom del pilot de ral·li francès homònim, que es va proclamar vencedor del Ral·li de Costa d'Ivori de 1989 al volant d'un Supercinq. El logotip apareix en la part posterior del vehicle. La gamma cromàtica solament comprenia el blau fosc, del mateix color del logotip; la versió disponible era la GT Turbo, de 120 CV. Comptava a més amb calefacció, cristalls tintats, retrovisors amb reglatge interior, fars halògens, llums antiboira, eixugaparabrises amb dispositiu de velocitat regulable, seients reclinables, tapisseria especial, tancament centralitzat, alçavidres elèctric, guanteres en les portes laterals, radiocasset estèreo Philips i airejadors laterals en el quadre de comandament. En total es van produir 2000 unitats.
Belle Ile
La sèrie limitada Belle Ile va sortir a la venda a França el 1989. No és una sèrie més, ja que la carrosseria va ser modificada per Car System Style i Gruau, que van crear un Supercinq semi-descapotable. La part posterior no estava coberta per xapa si no per una lona que podia obrir-se mitjançant una cremallera. El nom de la sèrie significa «illa bonica» en francès, el seu logotip és el nom en lletres blaves i apareix en els laterals així com en la part davantera sobre la graella. La gamma cromàtica comprenia el color blanc per a la carrosseria i el blau marí per la capota o viceversa; les versions disponibles eren SL i Five, de 47 CV cadascuna. Comptava a més amb llum antiboira, sostre solar, eixugaparabrisa amb dispositiu de velocitat regulable, seients reclinables, tapisseria blava i guanteres en les portes laterals davanteres.
Tiga
La sèrie limitada Tiga va sortir a la venda a França i Alemanya a l'abril de 1989. El logotip, compost pel nom de la sèrie en lletres grogues, apareix en els laterals i en la part posterior al costat de la matrícula. La gamma cromàtica comprenia blanc, vermell, negre, gris, blau i verd; estava disponible en les versions TL, TR i TD, de 47, 55 i 55 CV respectivament. Comptava a més amb cristalls tintats, telèfon, calefacció, llum antiboira, eixugaparabrisa amb dispositiu de velocitat regulable, seients reclinables, tapisseria especial blava, catifetes, guanteres en les portes davanteres, airejadors laterals en el quadre de comandament, radiocasset i rellotge de quars. El seu eslògan va ser «Complètement fun, la Supercinq Tiga déferle sud vós loisirs et trace pour vous la route du fun!».
Beach
La sèrie limitada Beach va sortir a la venda als Països Baixos el juny de 1989. El logotip, compost pel nom de la sèrie amb un asterisc en blau, apareix en els laterals i en la part posterior al costat de la matrícula. La gamma cromàtica comprenia vermell, negre i gris; estava disponible en la versió TR, de 55 CV. Comptava a més amb cristalls tintats, retrovisors amb reglatge interior, calefacció, llum antiboira, eixugaparabrisa amb dispositiu de velocitat regulable, seients reclinables, tapisseria especial, catifetes, guanteres en les portes davanteres, airejador central en el quadre de comandament, rellotge de quars i radiocasset amb dos altaveus. El seu eslògan va ser «Met de Renault 5 Beach wordt uw zomer nog mooier».
Blue Jeans

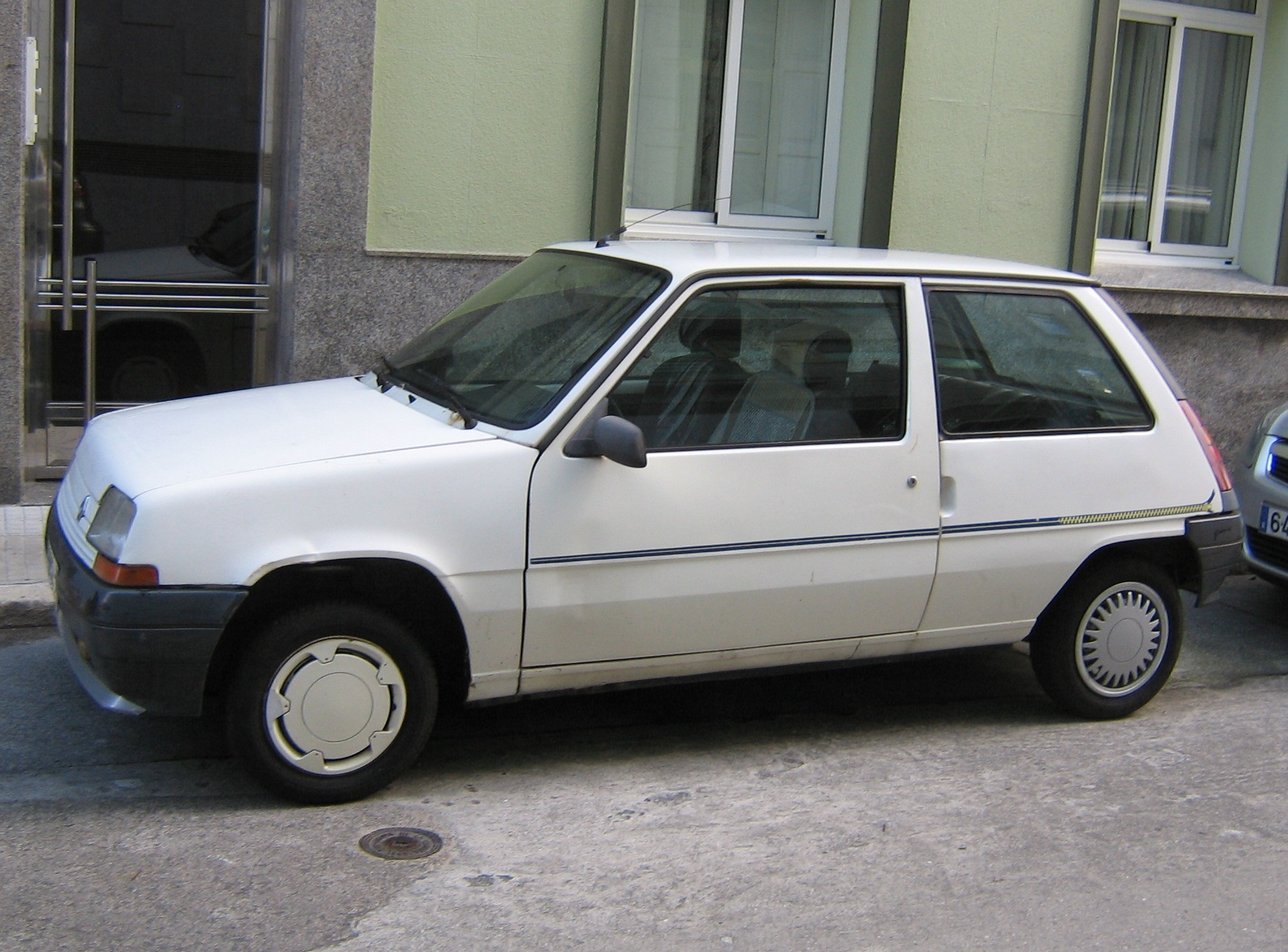
Supercinq Blue Jeans

La sèrie limitada Blue Jeans va sortir a la venda a França al juliol de 1989. El logotip, amb la inscripció «Blue Jeans», imitava l'etiqueta d'uns pantalons vaquers. Apareixia en els laterals, en la part posterior i en els seients. La gamma cromàtica comprenia vermell, blanc i blau; estava disponible en les versions Five i SL, de 47 CV les dues. Comptava a més amb cristalls tintats, retrovisors amb reglatge interior, calefacció, llum antiboira, eixugaparabrisa amb dispositiu de velocitat regulable, seients reclinables, tapisseria de tela vaquera, catifetes, guanteres en les portes davanteres, airejador central en el quadre de comandament, rellotge de quars i radiocasset estèreo Philips amb dos altaveus. El seu eslògan va ser «Renault invente le 1.er Blue Jeans qui roule».
Coup de Cœur

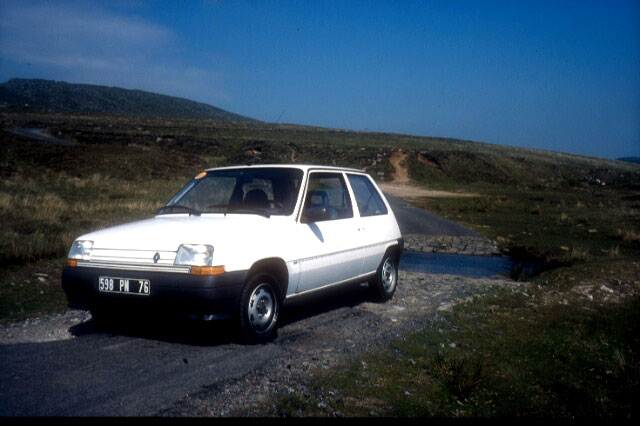
Renault Supercinq Roxane prop d'Exeter, Gran Bretanya.

La sèrie limitada Coup de Cœur va sortir a la venda a França el 14 de febrer de 1990, coincidint amb el Dia de Sant Valentí. El nom de la sèrie és «enamorats» en francès, per la qual cosa les seves campanyes publicitàries eren protagonitzades per parelles. El logotip està format per un conill que sosté un cor de color vermell, al costat del nom de la sèrie. Apareixia en els laterals, en la part posterior, en els seients davanters i en el volant, en lloc de l'emblema de Renault. La gamma cromàtica comprenia negre i gris; estava disponible en les versions TL i TR, de 47 i 55 CV respectivament. Comptava a més amb cristalls tintats, retrovisors amb reglatge interior, calefacció, llum antiboira, eixugaparabrisa amb dispositiu de velocitat regulable, tapisseria especial bicolor, catifetes de PVC, guanteres en les portes davanteres, airejadors laterals en el quadre de comandament, rellotge de quars i radiocasset Philips. Va tenir diversos eslògans, com «Pour les fous du coeur Supercinq» o «La vie ça roule en Supercinq».
Roxane
La sèrie limitada Roxane va sortir a la venda als Països Baixos el 1990. El logotip està compost pel nom de la sèrie en color aigua marina, que se situa en els costats i en la part posterior. El Supercinq Roxane va sorgir com una variant del Coup de Cœur francès per al mercat neerlandès. La gamma cromàtica comprenia els colors vermell i gris; estava disponible en la versió Saga, de 60 CV respectivament. Comptava amb les mateixes prestacions que la sèrie limitada Coup de Cœur.
Hello!
La sèrie limitada Hello! va sortir a la venda el 1990. El logotip, compost pel nom de la sèrie en rosa, apareix en els laterals i en la part posterior al costat de la matrícula. La gamma cromàtica comprenia el color gris; estava disponible en la versió Five, de 47 CV. Comptava a més amb cristalls tintats, retrovisors amb reglatge interior, calefacció, llum antiboira, eixugaparabrisa amb dispositiu de velocitat regulable, seients reclinables, tapisseria especial, catifetes, guanteres en les portes davanteres, airejadors laterals en el quadre de comandament i rellotge de quars.
The Famous Five
La sèrie limitada The Famous Five va sortir a la venda a Regne Unit al març de 1990. El seu nom, tal com afirmaven els catàlegs de l'època, es deu al fet que «cap cotxe té més dret a usar l'adjectiu "famós" que el Supercinq, un vehicle que s'ha guanyat un espai en el cor de milions de conductors». El logotip està compost pel nom de la sèrie en color blanc amb vora negra, separades les tres paraules per guions baixos del mateix tipus. Apareix en els laterals, sobre les rodes posteriors, i en la contraporta del maleter al costat de la matrícula. La gamma cromàtica comprenia dues tonalitats, vermell i negre; estava disponible en les versions TR i GTR, de 55 CV les dues. En ser un model destinat al mercat britànic, el volant està en el costat dret. Comptava a més amb seients reclinables, una tapisseria especial bicolor, calefacció, rellotge de quars, sostre solar, eixugaparabrisa amb dispositiu de velocitat regulable, radiocasset Philips, airejadors laterals sobre el quadre de comandament, cristalls tintats i llum antiboira.
Campus (1991)

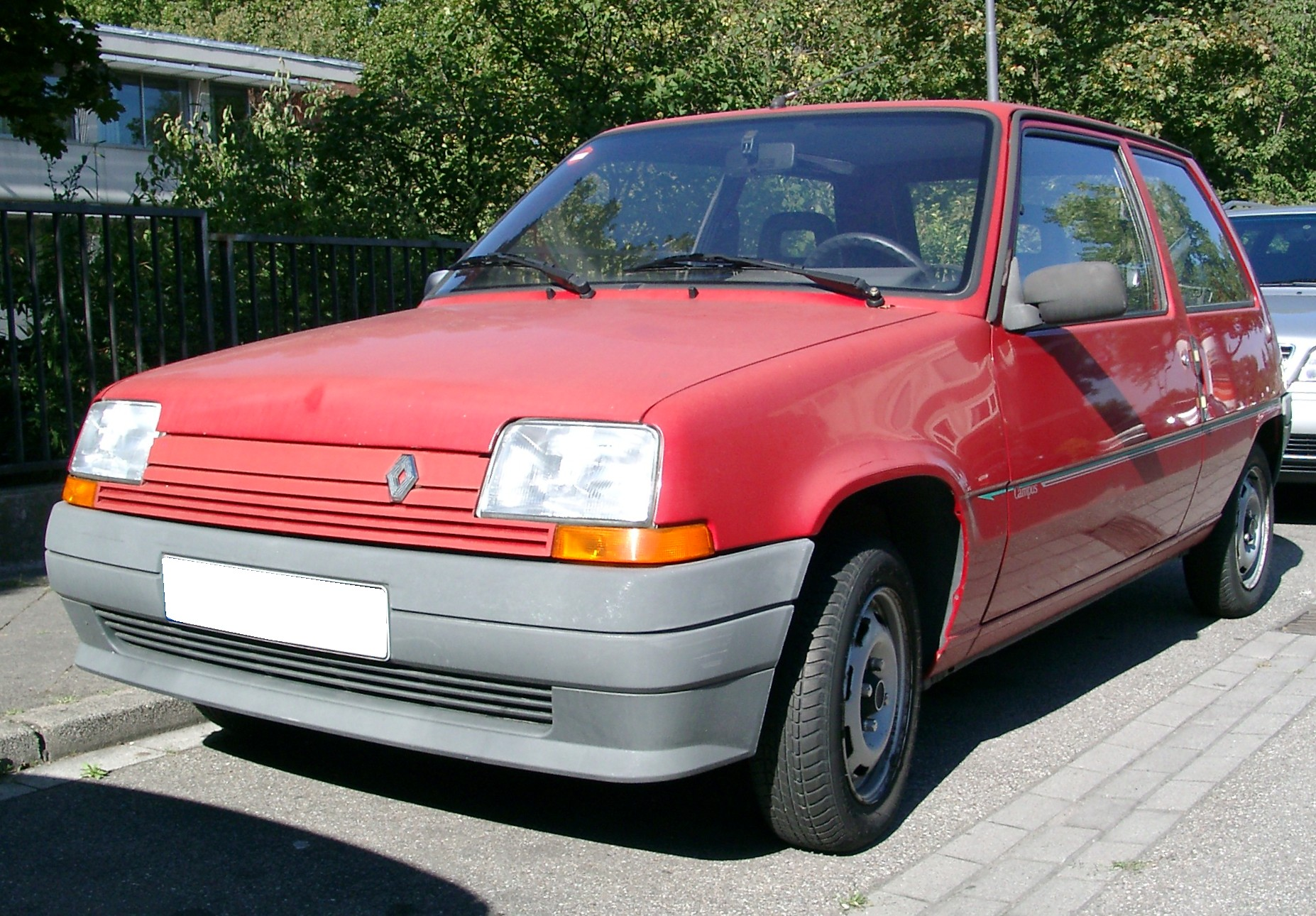
Supercinq Campus.

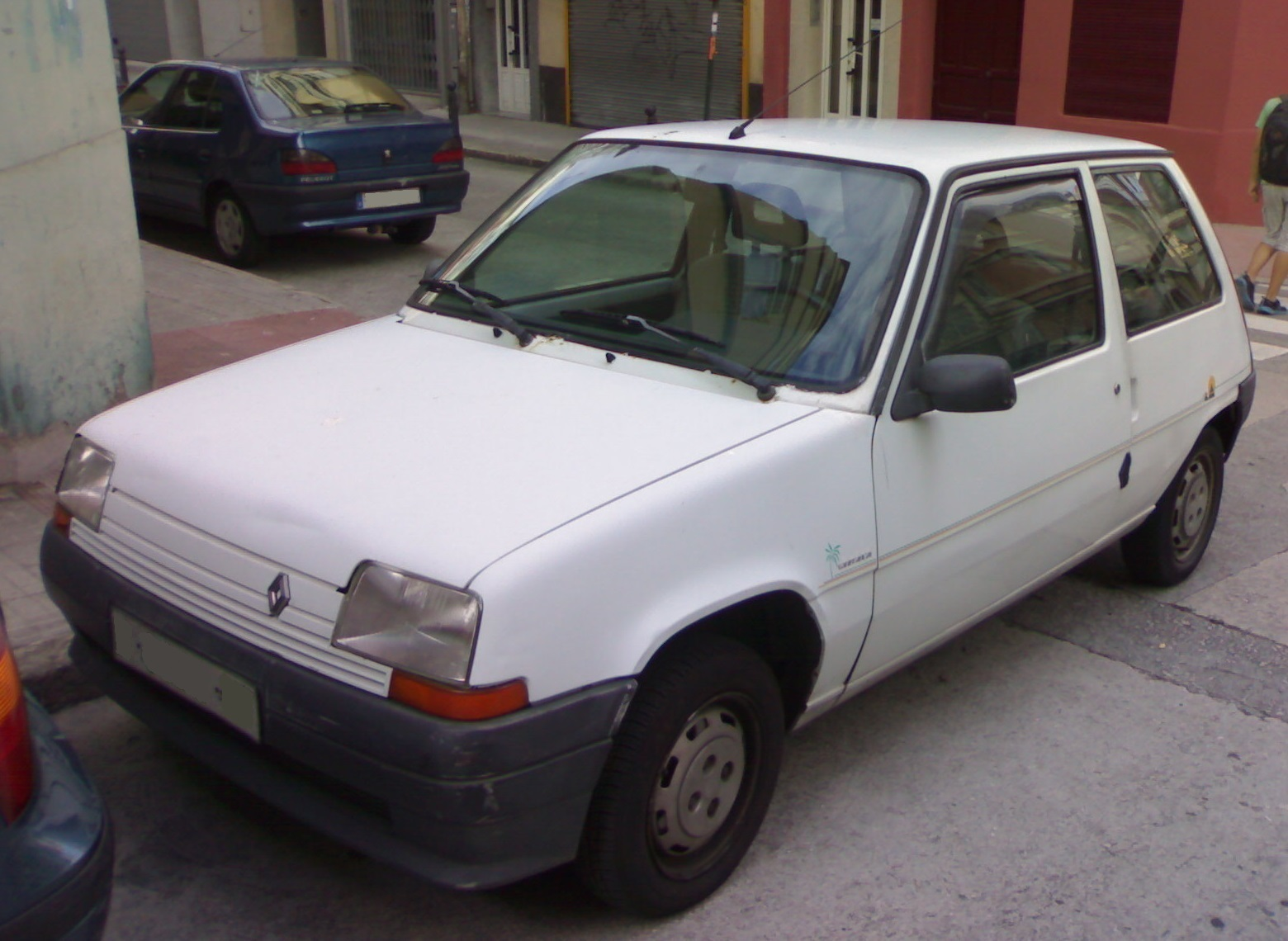
Supercinq Oasis.

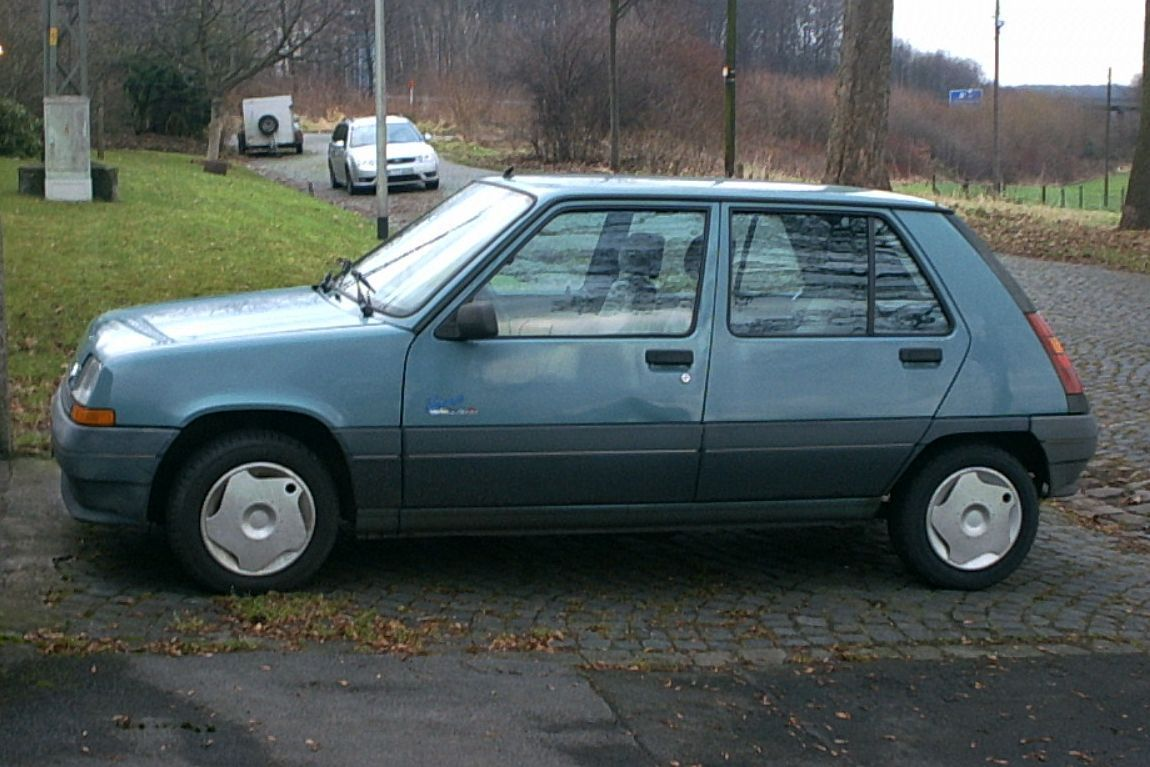
Supercinq Bye Bye. Els tapaboques són idèntics als del Renault Clio.

La sèrie limitada Campus va sortir a la venda a França el gener de 1991. El logotip, compost pel nom de la sèrie en lletres celestes, apareix en els laterals i en la part posterior. La gamma cromàtica comprenia blava marí, blanc i vermell; estava disponible en la versió Five, de 47 CV. Comptava a més amb cristalls tintats, llum antiboira, calefacció, eixugaparabrisa amb dispositiu de velocitat regulable, seients reclinables, tapisseria específica grisa, guanteres en les portes davanteres, airejador central en el quadre de comandament i radiocasset Renault 1020, 3020 o 5020.
Oasis
La sèrie limitada Oasis va sortir a la venda a Espanya el 1991. El logotip està compost per una palmera al costat del nom de la sèrie, sobre tres línies horitzontals superposades en grisa, verda i groc respectivament. Apareixia en els laterals i en la part posterior. La gamma cromàtica comprenia vermell, blanc i gris metal·litzat; estava disponible en la versió Five, de 47 CV i en tres i cinc portes. Comptava a més amb cristalls tintats, radiocasset extraïble Philips, tapisseria nova ―similar a la del Clio―, cristalls tintats, sostre solar opcional, retrovisors amb reglatge interior, calefacció, eixugaparabrisa amb dispositiu de velocitat regulable, airejadors laterals sobre el quadre de comandament i guanteres en les portes. El seu eslògan va ser «Compra't un Oasis per menys d'un milió [de pessetes]».
Carte Jeunes
La sèrie limitada Carte Jeunes va sortir a la venda a França el 1992. No era una sèrie exclusiva del Supercinq, ja que també va existir un Renault 4 Carte Jeunes. El seu nom fa referència al Carnet Jove ―Carte Jeunes en francès―, una targeta disponible en la Unió Europea que ofereix als menors de vint-i-cinc anys diversos descomptes i avantatges. El logotip de la sèrie és el mateix que el del carnet, apareixia en els laterals, en la part posterior i en els seients. La gamma cromàtica comprenia vermell, blanc i groc; estava disponible en les versions Five i SD, de 47 i 55 CV respectivament. Comptava a més amb cristalls tintats, retrovisors amb reglatge interior, calefacció, llum antiboira, eixugaparabrisa amb dispositiu de velocitat regulable, seients reclinables, tapisseria blava, catifetes, guanteres en les portes davanteres, airejador central en el quadre de comandament, sostre solar i radiocasset.
Campus (1993)
Després de l'èxit de la sèrie limitada Campus, el 1993 va sortir a la venda a França una segona edició d'aquesta sèrie limitada. El logotip apareix renovat en aquesta nova sèrie, compost pel nom de la mateixa en una combinació cromàtica dels colors blau, groc i vermell. La gamma cromàtica de la segona edició comprenia els mateixos colors de logotip, a més del blanc i el verd; estava disponible en la versió Five, de 55 CV. Comptava a més amb seients reclinables, tapisseria especial, catifes de moqueta, guanteres en ambdues portes davanteres, airejadors laterals sobre el quadre de comandament, radiocasset estèreo Philips, cristalls tintats, retrovisors amb reglatge interior, llum antiboira, parabrisa laminat i eixugaparabrisa amb dispositiu de velocitat regulable.
Bye Bye
La sèrie limitada Bye Bye va ser produïda entre març i desembre de 1996 en la factoria Renault-Revoz de Novo Mesto, en Eslovènia. Va ser l'última sèrie limitada que va sortir a la venda abans de posar fi definitivament a la producció del Supercinq, d'aquí el seu nom, Fins ara en anglès. El logotip està compost pel nom de la sèrie sobre tres Supercinq dibuixats, de color blau, vermell i gris respectivament. Apareixia únicament en la part posterior. La gamma cromàtica comprenia vermell, blau, gris i blanc; estava disponible en la versió Saga, de 60 CV. Interiorment comptava amb les mateixes prestacions que el Renault Clio, model amb el qual guardava una gran semblança, especialment en l'interior. En total es van vendre 12 000 unitats.

## Derivats

### Renault Express

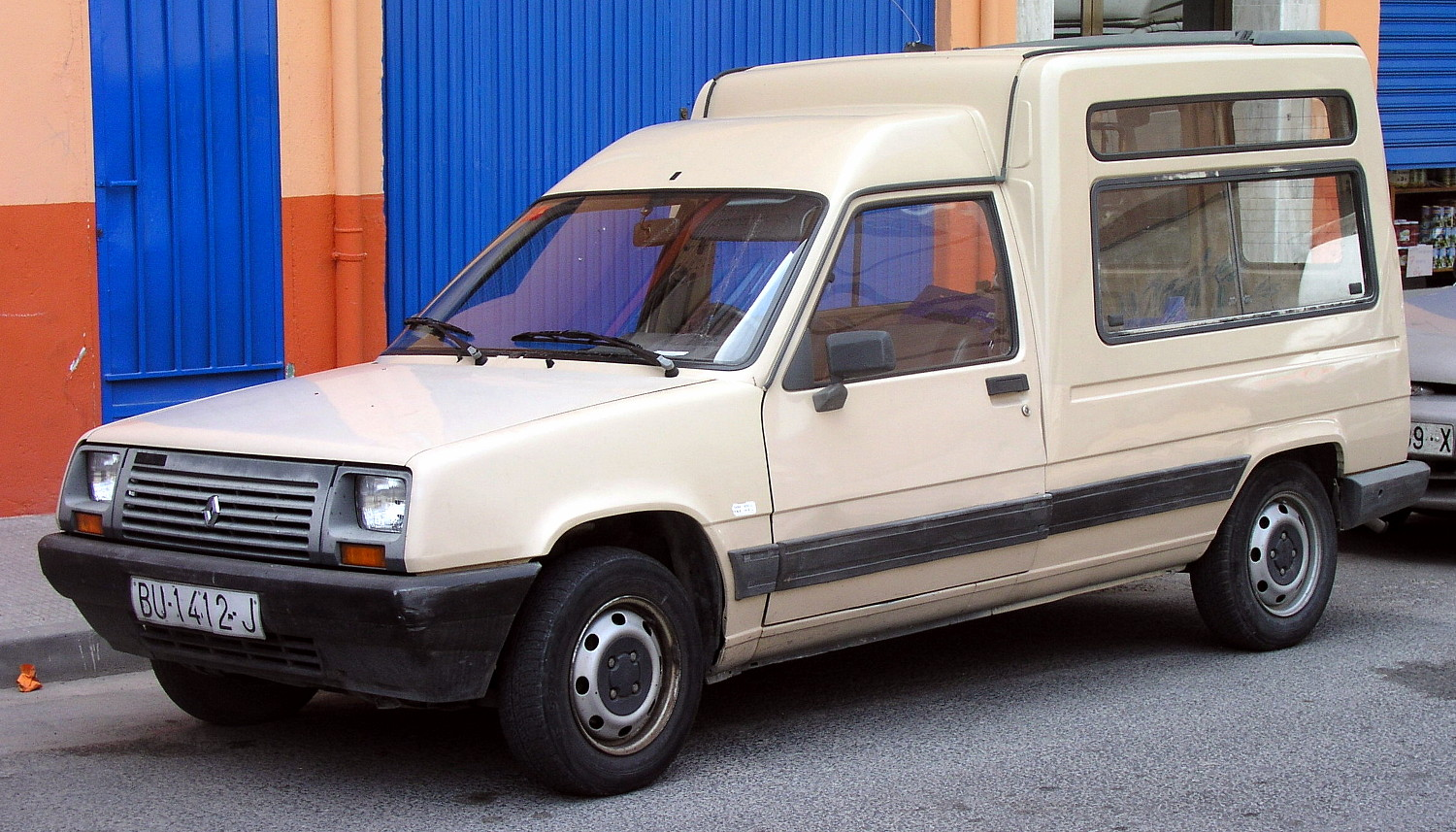
Una Renault Express Fase 1 (1985-1991), matriculada l'any 1986.

La Renault Express ―denominada Renault Rapid a Alemanya i Àustria i Renault Extra en Regne Unit i Irlanda― és una furgoneta produïda per Renault entre els anys 1985 i 2002, construïda sobre la base del Supercinq. Va substituir a la Renault 4 F6, vehicle mixt basat en el Renault 4. Les versions disponibles de l'Express van ser tres: furgoneta, break i pick-up, encara que aquesta última era la menys comuna.
Les característiques tècniques eren les mateixes que les del Supercinq, ja que l'única diferència era el disseny estructural. Els motors de gasolina disponibles eren de 1100 cc amb carburació de 50 CV i de 1200 cc amb carburació de 55 CV, que posteriorment van passar a 60 CV amb injecció i un 1000 energy de 80 CV. Els motors dièsel eren de 1600 cc i 55 CV i 1900 de 65 CV. Incloïa algunes prestacions interiors com vidres elevadors elèctrics, tancament centralitzat, aire condicionat, radiocasset estèreo i, en els últims models, coixí de seguretat.
Estèticament, se li van aplicar dos reestilitzacions per assemblar-la més a la gamma contemporània, la primera el 1991 i la segona el 1994. A partir de 1997 va decréixer la seva producció, quan va ser substituïda per la nova furgoneta de l'empresa francesa, la Kangoo. L'any 2000 es va posar fi a la seva producció a Europa, on es van produir 1.730.000 unitats. Paral·lelament va continuar fabricant-se fins a 2002 a l'Uruguai per la companyia Nordex S. a. Aquesta empresa la produïa des de l'any 1996 per a la seva venda en els estats membres de Mercosur.

### EBS Cabriolet

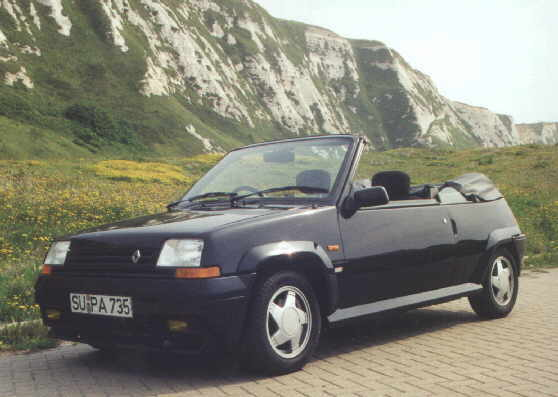
EBS Cabriolet GT Turbo de 1989 a Kent, Regne Unit.

Així com Peugeot va fer amb el 205 després de l'acord amb Pininfarina, Renault volia crear una versió descapotable del Supercinq. En 1984 la marca francesa va acordar amb Ernst Berg, president de l'empresa carrossera belga EBS, el disseny d'una versió cabrio. El model ideat per Berg va ser exposat en el Saló de l'Automòbil d'Amsterdam, suprimia els cristalls laterals i qualsevol peça de la versió estàndard muntada més amunt de les portes. Aquestes parts eren fabricades a Portugal i en eliminar-les es reduïen enormement els costos, ja que ja no era necessària la seva importació. EBS va preveure que el Cabriolet es produís a la fàbrica de Vilvoorde, a un ritme de vint-i-cinc unitats diàries.
Però la idea que un model especial, com era l'EBS Cabriolet, tingués un preu inferior al del mateix Supercinq va desagradar a Renault. Davant aquesta situació va ser suprimida la producció del Supercinq a Bèlgica i va ser substituïda per la del Renault 21. Això feia que el Supercinq Cabriolet hagués de fabricar-se íntegrament en les instal·lacions d'EBS. Per crear un Cabriolet l'empresa presidida per Berg prenia un Supercinq, es desmuntava i se li retirava el sostre amb una motoserra. Posteriorment se li afegien totes les prestacions interiors així com la capota. Aquesta tècnica de producció feia que el cotxe tingués un preu molt elevat, per la qual cosa la seva vida comercial va estar molt limitada. EBS va produir en total 1400 unitats, que només van estar disponibles als Països Baixos i a Alemanya.
Malgrat el fracàs de l'EBS Cabriolet, Renault no va voler renunciar a la idea d'un Supercinq descapotable. Així, el 1989 i després d'un acord amb el carrosser Gruau, va sortir a la venda la sèrie limitada Belle Ile. Es caracteritzava pel fet que la part posterior del vehicle estava coberta per una lona que podia obrir-se mitjançant una cremallera. Els seus resultats comercials van ser millors que els del descapotable d'EBS.

### Super Van 5
El Super Van 5 va ser un derivat del Supercinq ideat per l'empresa carrossera Heuliez i presentat el 1985. Es tracta d'un Supercinq més llarg ―3.591 mm de longitud― la porta posterior del qual és corredora, la qual cosa permet una major accessibilitat a l'interior del vehicle. Manca de maleter, ja que en el seu lloc se situen dos seients que sumen set places. Els catàlegs de l'època l'anunciaven com un model destinat al transport de passatgers (taxi) o de mercaderies, ja que els seus seients poden ser plegats. La casa de moda Yves Saint Laurent va adquirir diversos Super Van 5 per al transport dels seus productes.

## Competició

### Campionat Mundial de Ral·li

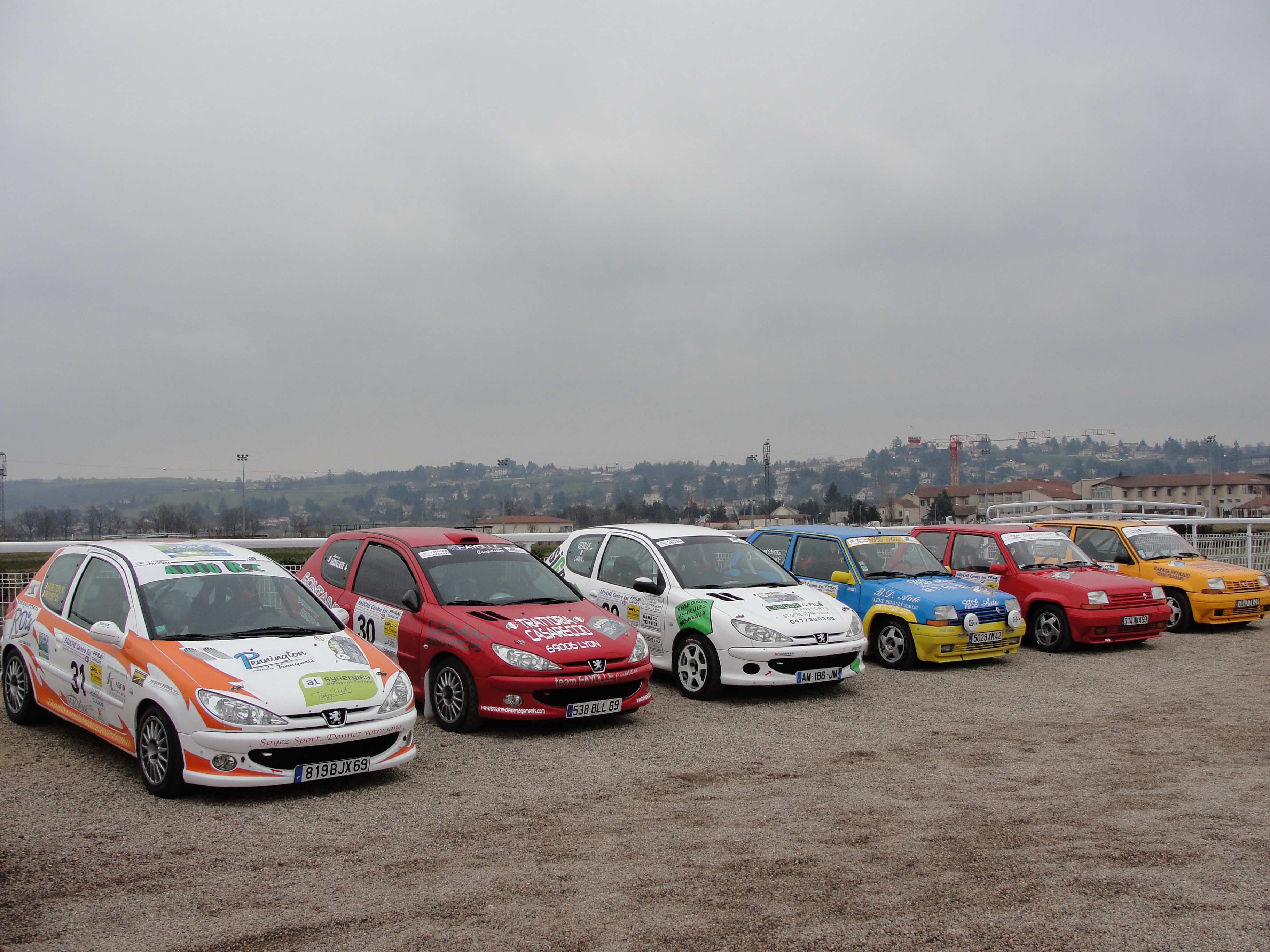
Tres Peugeot 206 i tres Renault Supercinq destinats a la competició.

Renault va participar en el Campionat Mundial de Ral·li de la Federació Internacional de l'Automòbil (FIA) amb la versió GT Turbo del Supercinq entre 1986 i 1990. El vehicle va debutar en el Ral·li de San Remo de 1986, amb els italians Livio Lupidi i Demetrio Davanzo com a pilot i copilot respectivament. Van quedar en desena posició, amb un temps de 6:36.16 i una diferència d'1:04.41 respecte al Lancia Delta S4 de Markku Alén, vencedor de la prova.
En 1987 el Supercinq no va participar en el campionat, temporada en la qual la seva plaça va ser ocupada pel Renault 11, però va tornar al certamen el 1988. Aquest any va córrer dues carreres, Montecarlo i Còrsega. Pilotat per Richard Frau en la primera i per Alain Oreille en la segona, va aconseguir en tots dos ral·lis el desè lloc. En 1989 el pilot francès Alain Oreille va córrer quatre de les tretze proves del torneig, Montecarlo, Còrsega, San Remo i Costa d'Ivori. Va quedar en dècim, vuitè, novè i primer lloc respectivament. Costa d'Ivori va suposar la primera i única victòria del GT Turbo al seu pas pel Mundial de Ral·li, a més de ser l'única d'un vehicle del Grup N en una prova del mundial. A l'any següent va córrer altres quatre ral·lis, Còrsega, Nova Zelanda, Argentina i Costa d'Ivori. A Còrsega van participar tres Supercinq pilotats per Claude Balesi, Alain Oreille i Sylvain Polo, classificats en setè, vuitè i desè lloc respectivament. En la resta de carreres va córrer un sol GT Turbo conduït per Oreille, que va aconseguir el dècim posat a Nova Zelanda i el sisè a Argentina. Va ser novament Costa d'Ivori on va obtenir el millor resultat; malgrat que no revalidar la victòria de l'any anterior va aconseguir endinsar-se en el podi amb un tercer lloc. Seria l'última edició del campionat en la qual participaria el Supercinq, ja que el 1991 ho va substituir el Renault Clio.
Més sort va tenir en el Campionat Mundial de Ral·li d'Automòbils de Producció, competició complementària al Campionat Mundial de Ral·li la participació del qual està limitada als vehicles del Grup N. Alain Oreille va obtenir en aquest torneig dues victòries consecutives (1989 i 1990) amb un Supercinq GT Turbo.

### Campionat d'Europa de Ral·li
Entre 1985 i 1990 el Supercinq va córrer el Ral·li de Catalunya, prova puntuable pel Campionat d'Europa de Ral·li. En la seva primera participació, pilotat per l'andorrà Carles Santacreu, va quedar en novè lloc. A l'any següent va repetir en la carrera però aquesta vegada amb el pilot iugoslau Branislav Küzmič, que va obtenir la desena posició. Cal destacar que en aquest mateix ral·li va participar un Renault 5 Maxi Turbo pilotat per Carlos Sáinz, que va aconseguir endinsar-se en el podi a diferència del seu successor. En 1987 van participar quatre Supercinq, pilotats per Branislav Küzmič, Josep Alcina, Gustavo Trelles i Francisco Ambudio, que van quedar en sisè, setè, vuitè i novè lloc respectivament.
En les dues edicions posteriors no participaria cap GT Turbo, però van tornar dos el 1990. Els pilots espanyols Enric Xargay i Josep Alcina van obtenir la sisena i setena posició respectivament. Va ser l'última participació del Supercinq en el Campionat Europeu abans de l'arribada del Clio.

### Campionat de França

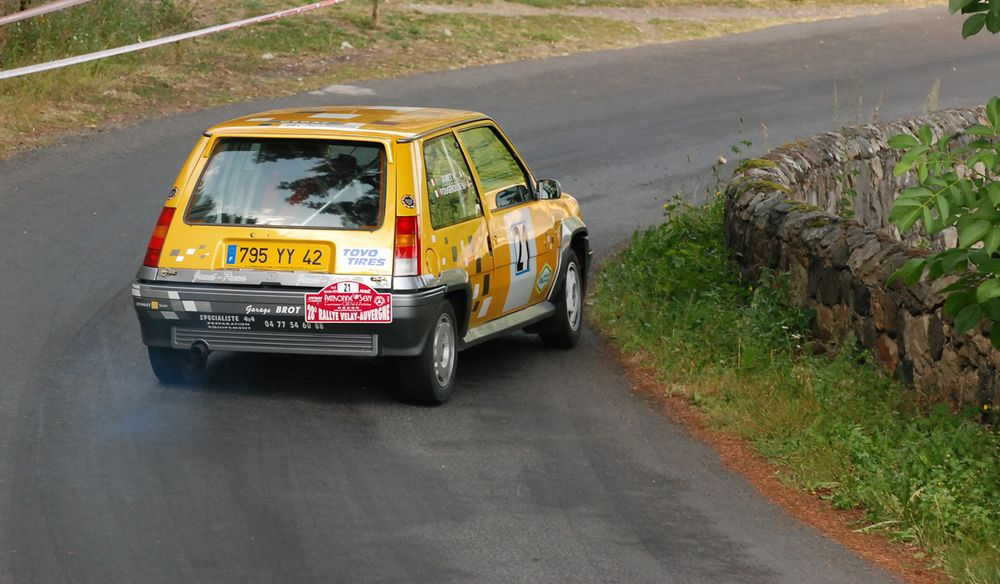
Un Supercinq corrent un ral·li disputat a França.

Renault va participar amb el seu Supercinq en el Campionat de França de Ral·li durant quatre edicions consecutives a la fi dels anys 1980. En 1987 el pilot Philippe Bugalski va aconseguir classificar-se en cinquena posició amb 71 punts, a 62 del Ford Sierra de Didier Auriol, vencedor de l'edició. Bugalski va córrer nou de les deu proves i en va completar set, ja que va abandonar en Mont Blanc i en Cevenes per dificultats tècniques. En 1988 prenia els comandaments del Supercinq Alain Oreille, que deixava el Renault 11 amb el qual va participar en edicions anteriors. Va quedar novament, en cinquè lloc, però va augmentar en dos la seva puntuació respecte a l'any anterior. Va córrer tres ral·lis, dels quals la seva millor marca va ser la cambra posada de la primera etapa. Oreille va repetir el 1989 amb el Supercinq, any en el qual va revalidar la cinquena posició amb 64 punts. Va córrer totes les carreres del campionat, encara que solament va poder completar la meitat. En aquesta mateixa edició va participar un altre Supercinq pilotat per Christian Gazaud, que va obtenir el setè lloc amb 39 punts.
El hatchback de Renault es va acomiadar del certamen gal el 1990, amb la participació de dos models pilotats per Jean Ragnotti i Sylvain Polo. El primer va quedar cambra amb 76 punts, després de córrer les deu proves i completar totes a excepció del Ral·li de Còrsega. El segon va quedar en setè lloc amb 42 punts, després de disputar set dels ral·lis.

### Campionat d'Espanya

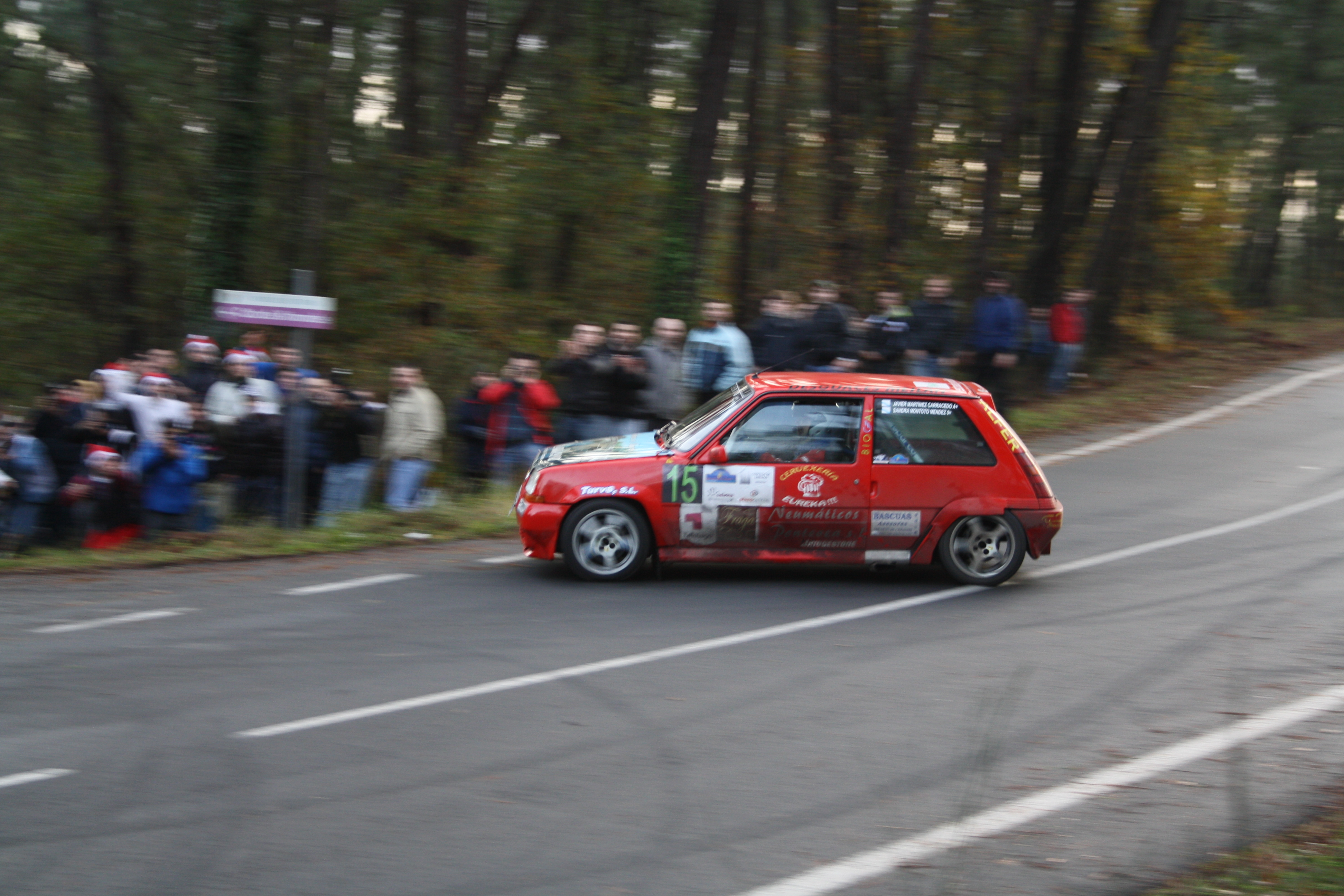
Renault Supercinq en el Campionat de Galícia de Ral·li.

En 1986 Jesús Puras va obtenir la victòria en la Copa d'Espanya amb el Supercinq, primer triomf i primera participació del vehicle en una competició espanyola. Aquest mateix any Puras va córrer dues carreres del Campionat d'Espanya de Ral·li, Costa Brava i Costa Blanca. Va repetir als comandaments del Supercinq un any més tard; va córrer nou de les onze proves del torneig encara que va haver de retirar-se de l'última, disputada a Madrid. En la classificació global va acabar cambra amb 1176 punts. També el 1987, l'uruguaià Gustavo Trelles va participar en vuit de les carreres i va acabar en el global sisè amb 903 punts. A més va vèncer en el Campionat d'Espanya del Grup N i en la Copa Renault. Va competir en el trofeu espanyol fins als anys 1990, no obstant això no va tornar a obtenir una posició destacable en el campionat. El pilot Paco López va quedar en setzè lloc en el Ral·li de Sierra Morena de 1989. Els resultats del Supercinq, al costat dels del Renault 5 Maxi Turbo i els del Renault 11, van contribuir al fet que Renault obtingués la victòria en el Campionat de Marques en 1986, 1987 i 1988, així com el tercer lloc en 1989.

#### Competicions regionals
A més del trofeu nacional, a Espanya es disputen diverses competicions en l'àmbit regional, en els quals el Supercinq va participar amb bons resultats. La primera vegada que va córrer en un ral·li d'aquestes característiques va ser el 1986, en el Campionat de Galícia de Ral·li. Amb José Mora i Luis Moya, com a pilot i copilot respectivament, va obtenir el primer lloc. Dos anys més tard, el 1988, Alfonso Pavón va revalidar el títol gallec perdut el 1987 enfront de l'Opel Manta de Carlos Piñeiro. També va participar en altres certàmens al nord del país, com el Campionat d'Astúries, on el pilot Kiko Cima es va proclamar tri-campió (1987, 1988 i 1990) o el Campionat de Cantàbria, on Miguel Martínez Conde va obtenir el 1991 un dels últims primers llocs en competicions oficials del Supercinq. Destaca també la participació del Supercinq en el Campionat d'Andalusia de Ral·li, malgrat que no obtenir cap victòria global es va fer amb la tercera posició en les edicions de 1987 i 1991. Paral·lelament, és ressenyable el fet que avui dia poden veure's en la secció de clàssics d'aquest tipus de competicions algun que un altre Renault Supercinq. Generalment, són manejats per conductors amateur i semiprofessionals.

## Llegat

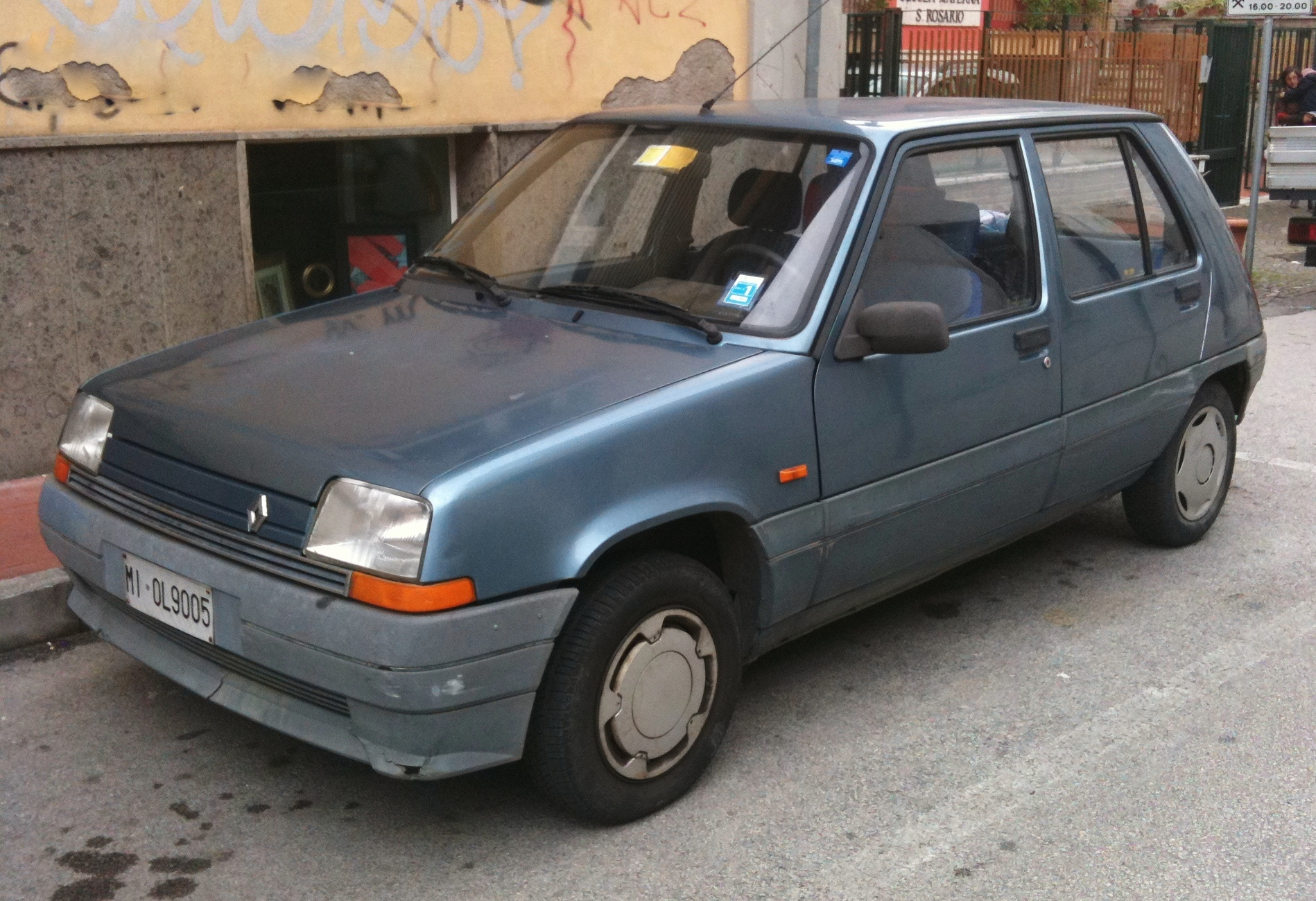
El Renault Supercinq, a més de ser una icona de la dècada de 1980, està present en múltiples col·leccions d'automòbils en miniatura i ha aparegut en altres mitjans com la música, el cinema, la televisió o els videojocs.

El Renault Supercinq s'ha convertit en un dels automòbils més populars dels anys 1980 així com en un referent d'aquesta dècada. Prova d'això són les nombroses associacions d'admiradors del vehicle existents a tot el món i l'opinió de molts automobilistes. A més, són molts els que després de més de quinze anys del cessament de la seva producció encara es desplacen diàriament en un Supercinq. No obstant això, la seva rellevància dins del món automobilístic no va ser la mateixa que la del Renault 5. Les causes que expliquen aquest fenomen poden sintetitzar-se en tres motius i el primer es troba en els anys de comercialització. El Supercinq només va ser comercialitzat durant la segona meitat dels anys 1980, ja que a partir de 1990 i fins a la seva desaparició únicament va cobrir l'espai entre el Clio i el Twingo. A més les campanyes de publicitat i màrqueting se centraven ja en aquests dos models. En contraposició, el seu predecessor es va mantenir durant deu anys com l'únic model de la seva línia dins de la gamma Renault. El segon motiu és extern a la companyia francesa; mentre que el 1972 poques marques incloïen en la seva gamma un model similar al R5, el Supercinq va aparèixer en un moment en què els segment B europeus vivien un cert auge i estaven presents en el repertori de la majoria de fabricants automobilístics coetanis. Finalment, cal tenir en compte que el Renault 5 va incorporar tot un seguit d'elements nous i que va suposar una revolució per al sector ―fins al moment cap altre utilitari havia registrat índexs de vendes i de popularitat tan alts― unes fites que el Supercinq, malgrat aproximar-se considerablement, no va arribar a superar.
No obstant això, la seva menor transcendència no implica que sigui un model obviat per la historiografia de l'automòbil. En 1986 el Supercinq va quedar en segona posició en l'elecció del Cotxe de l'Any a Espanya, amb 284 punts. En aquella ocasió, el vencedor va ser el Seat Málaga, vehicle que tan sols va superar en tretze punts a l'utilitari francès. En 2011, es va posicionar en el primer lloc dels «Cotxes Nostàlgia», un llistat creat sobre la base de l'opinió dels lectors del periòdic espanyol 20 minutos. D'altra banda, es troba en la setena posició del rànquing fet pel lloc materialracing.com, els usuaris del qual li van atorgar una puntuació de 6,6 sobre 10. És més, són moltes les empreses dedicades a la producció de models d'automòbil a escala, tan de joguina com a element de col·leccionistes, que han inclòs entre els seus productes una miniatura del Supercinq. Entre les empreses pot esmentar-se a Majorette, Universal Entreteniments, Ixo, Norev, o Sun Star, entre d'altres. De les col·leccions cal destacar «Els nostres Benvolguts Cotxes Anys 80», llançada per Ediciones Altaya en 2006 i el fascicle de les quals número deu incloïa una reproducció a escala 1:43 d'un Renault Supercinq GTL de 1984 acompanyada d'un dossier amb informació sobre el model. En la mateixa línia, també es van fabricar reproduccions destinades a competicions de slot. La majoria d'aquestes miniatures es corresponen amb les diferents versions esportives de l'automòbil, com per exemple el GT Turbo d'Oreille.
El model ha estat present també al món de la música. En la portada de l'àlbum Here I am (1987), del grup alemany Dominoe, apareixia un Supercinq GT Turbo. La cantant espanyola Paloma San Basilio va publicar a mitjan dècada de 1980 un LP, que incloïa nou senzills, titulat Renault Supercinq. Ara bé, la seva presència no es limita a títols i portades; en el vídeo musical de la cançó «Here she comes», interpretada per Bonnie Tyler el 1984, pot veure's a la cantant gal·lesa conduir durant gran part del vídeo un Supercinq. Així mateix, va contribuir a estendre la popularitat del vehicle que la Policia Nacional de França l'incorporés al seu parc automobilístic a finals dels anys 1980.
A més, ha tingut múltiples referències, al·lusions, reticències i altres aparicions, en diversos mitjans, tant en produccions dins de la indústria del cinema com en programes de televisió i inclusivament en videojocs. D'entre els exemples que es poden esmentar s'inclouen a Grupo 7, Hospital Central, El Grupo, Love Actually, Compte enrere, Barcelona Connection, Policías, en el corazón de la calle, Ali G Indahouse, The Bourne Identity, Cinema Paradiso, Taxi, El general, Bend It Like Beckham, o Need for Speed: Nitro, entre d'altres.

## Vegeu també

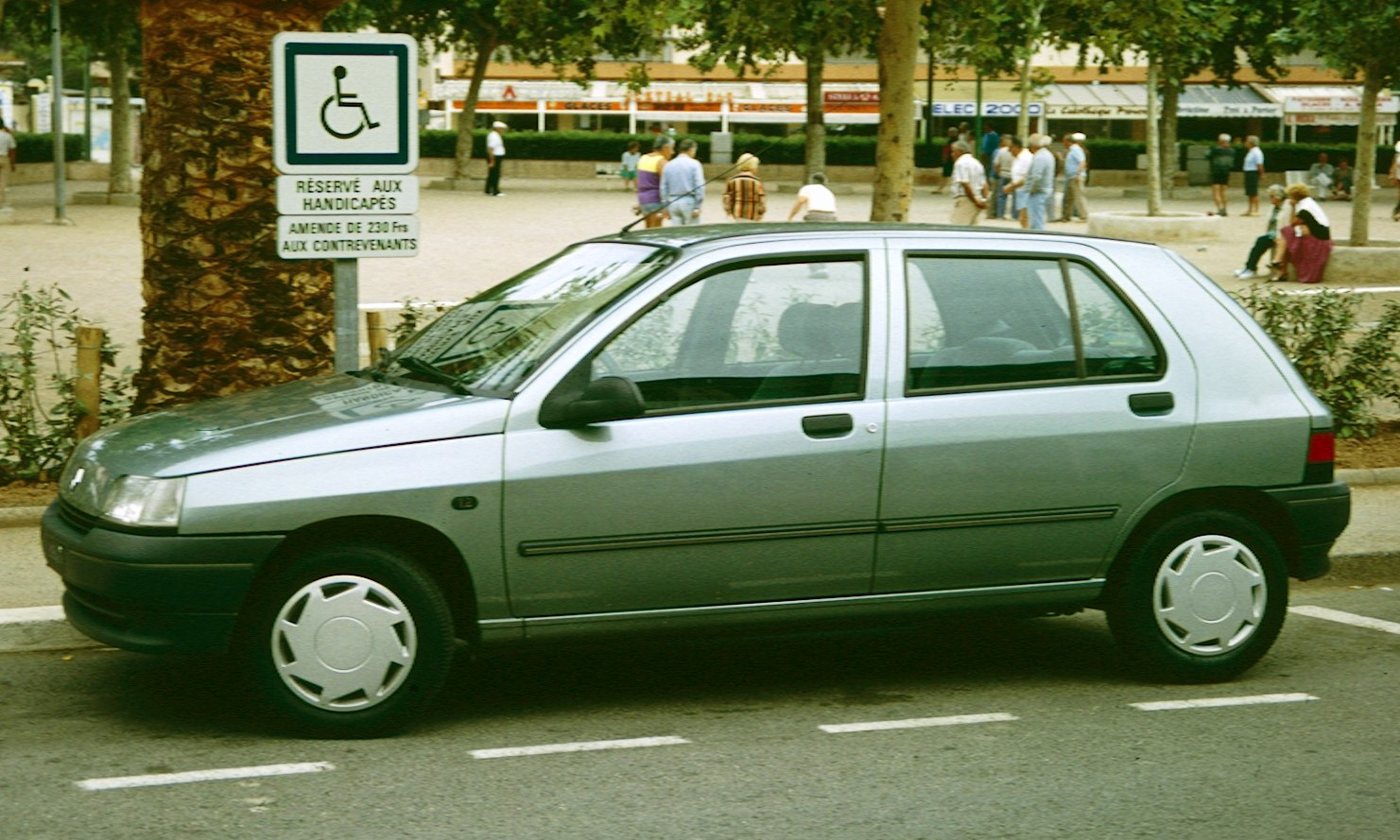
El Renault Clio va sortir a la venda el 1990 com a successor del Supercinq, encara que tots dos models van conviure durant sis anys.